# Novara
Novara (AFI: noˈvara, ; [nuˈara] in dialetto novarese e Noara in piemontese), è un comune italiano di 103 001 abitanti, capoluogo dell'omonima provincia e seconda città per popolazione del Piemonte.
La città è uno strategico snodo industriale e logistico dell'Italia nord-occidentale, essendo situata al crocevia tra le rotte commerciali Torino-Milano e Genova-Svizzera.
A Novara trovano sede l'Istituto Geografico De Agostini e l'Università degli Studi del Piemonte Orientale, struttura tripolare condivisa con Alessandria e Vercelli.
Simbolo cittadino è la cupola della Basilica di San Gaudenzio di Alessandro Antonelli alta 121 metri.

## Geografia fisica

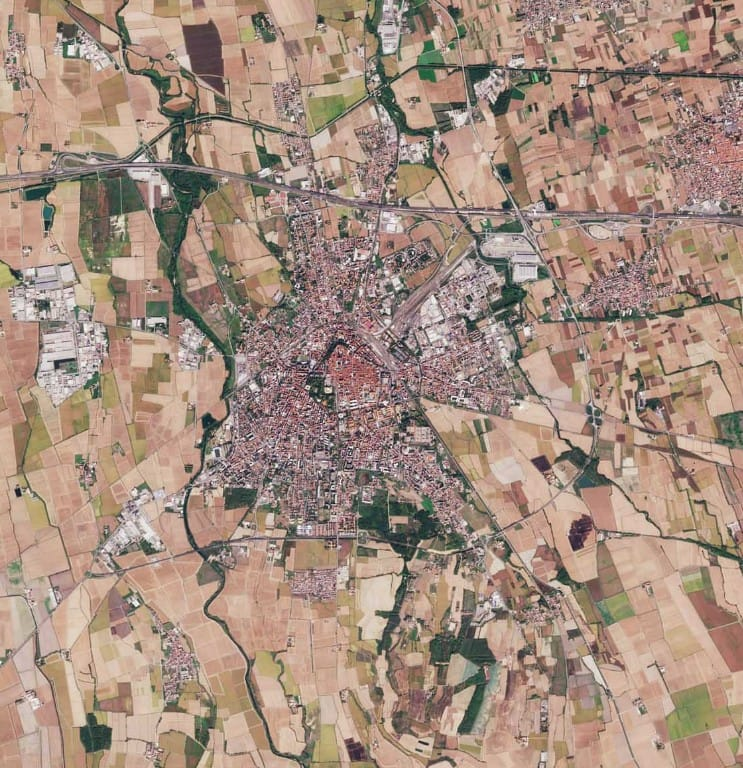
Vista dal satellite Sentinel di Novara del 9 ottobre 2017

### Posizione
Novara dista circa 15 km dal fiume Ticino che segna il confine tra Piemonte e Lombardia, 45 km da Milano, 85 km da Torino, 30 km dal Lago Maggiore, 40 km dal Lago d'Orta, 120 km dalla Liguria, e 50 km dal confine di Stato tra Italia e Svizzera in Provincia di Varese.

### Territorio
La città sorge su una piccola collina ed è bagnata dai torrenti Agogna e Terdoppio che attraversano rispettivamente la periferia occidentale ed orientale della città. La zona nord-orientale è attraversata dal Canale Quintino Sella, emissario del Canale Cavour che a sua volta scorre al confine nord della città, nei pressi dei quartieri di Veveri e Vignale. Nei pressi del quartiere Bicocca ha le sorgenti il torrente Arbogna.

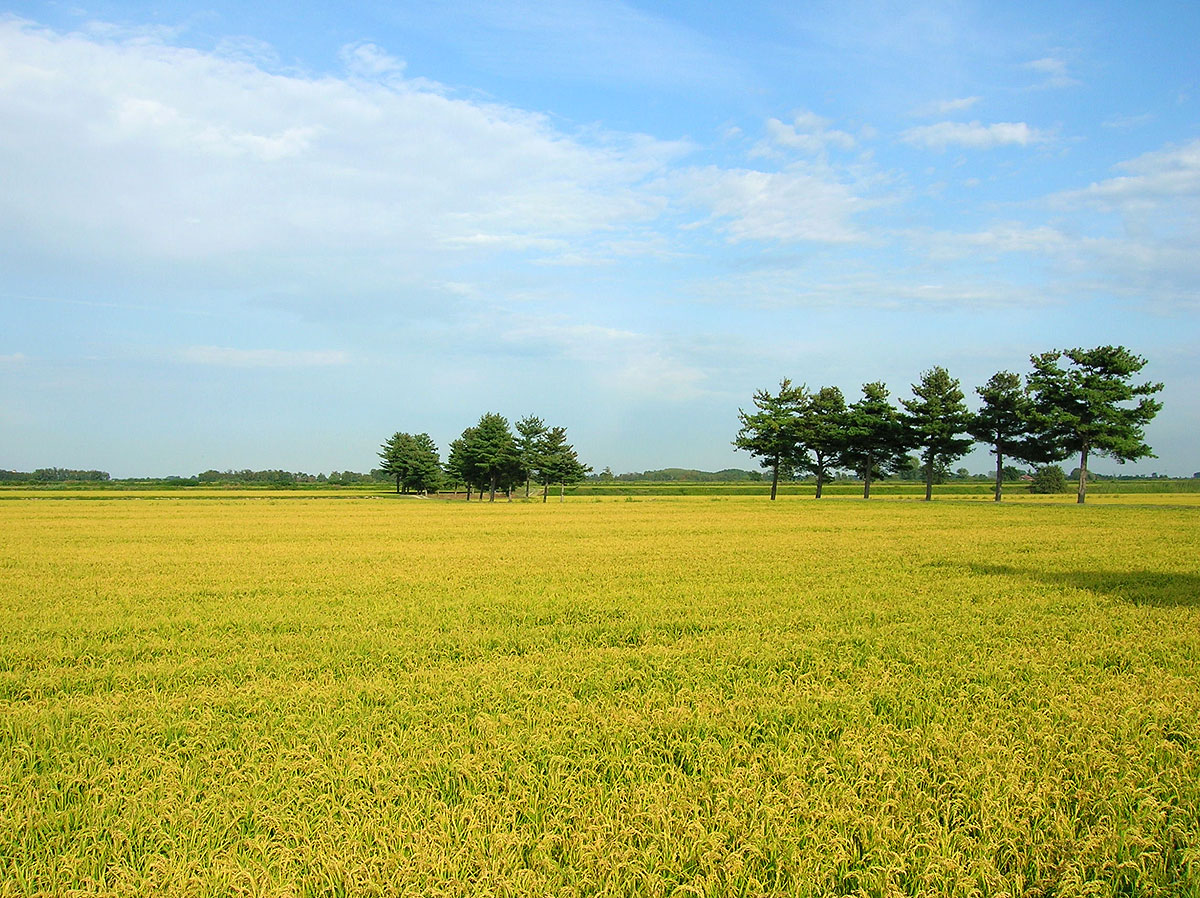
Risaie novaresi

Il paesaggio della piana irrigua novarese è caratterizzato e fortemente condizionato dalla risicoltura, profondamente antropizzato e regolato a fini produttivi, frutto della secolare opera di bonifica e trasformazione che ha determinato la semplificazione morfologica del territorio, livellato e terrazzato anche sui modesti rilievi, e la presenza di una fitta rete irrigua, con canali, rogge, fossi, fontanili.
Il centro della città sorge in posizione sopraelevata di alcuni metri sul territorio circostante, nel punto più elevato di una dorsale di origine fluvio-glaciale, ultima propaggine morenica dei ghiacciai alpini, che digrada dolcemente verso sud fino a Vespolate (Valle dell'Arbogna).
Oltre alla coltura del pioppo, prevalentemente a filare, vi sono residui di aree boscate lungo i corsi d'acqua.

### Clima
Novara presenta un clima temperato umido (classificazione Köppen-Geiger Cfa) con estati calde e afose, tipico della Pianura Padana.
Gli estremi termici registrati in città sono caratterizzati dal record di freddo del 7 febbraio 2012 (−17,6 °C) misurato dall'osservatorio Geofisico del Torrion Quartara, e dal record di caldo del 11 agosto 2003 (38,2 °C) registrato dalla stazione ARPA di Novara. 
Secondo una recente analisi dei dati climatici storici raccolti a partire dal 1875 fino al 2023 la provincia di Novara risulta essere tra i territori italiani più colpiti dal cambiamento climatico. La temperatura media annua calcolata sul trentennio 1961-1990 è di 13.0 °C, mentre quella calcolata sul trentennio 1991-2020 è di 14.2 °C. Più nel dettaglio la temperatura del decennio 1881-1890 era infatti di 12,0 °C mentre quella del decennio 2011-2020 è di 14,7 °C. La temperatura media del 2022 è risultata ancora più alta (15,5 °C). L'incremento totale della temperatura media calcolata sulla serie storica è di 2,2 °C in circa 150 anni.

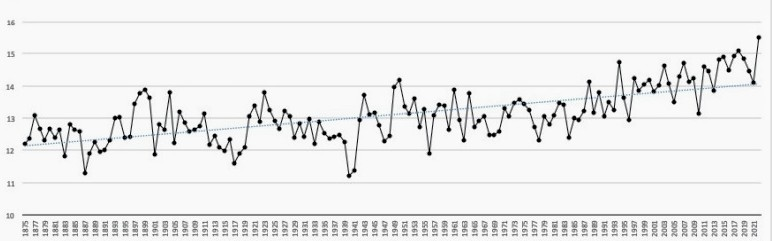
Elaborazione dati CML già validati dal climatologo Luca Dal Bello

In base alla stessa analisi dei dati climatologici storici la piovosità media annua è di 937,5 mm, senza variazioni sostanziali nel tempo ma con pioggie più concentrate in brevi periodi. La media nivometrica annuale della serie storica, pari a 28 cm, è condizionata da decenni che in passato sono stati molto nevosi, come gli anni '40 (46 cm) o gli anni '10 (42 cm) del 1900, e gli ultimi anni ormai caratterizzati da una costante scarsità di innevamento (solo 12 cm nel decennio 2011-20) e con inverni senza neve sempre più ricorrenti. Il regime pluviometrico è caratterizzato da due massimi (uno principale a maggio con 127 mm, uno secondario a ottobre con 110 mm) e da due minimi (principale a dicembre con 50 mm, secondario a luglio con 55 mm). Gli anni più siccitosi sono stati il 2017 (454,4 mm) e il 2022 (489 mm), i più piovosi il 1959 (1521 mm) e più di recente il 2014 (1418 mm). Le piogge estive tendono ad essere un poco più frequenti rispetto ai capoluoghi del Piemonte ubicati a sud della linea del Po, dato che Novara è leggermente più esposta alle instabilità atlantiche estive che percorrono Alpi e Prealpi. 
Secondo la classifica annuale dell'indice di vivibilità climatica elaborato dal Corriere della Sera in collaborazione con gli esperti del ILMeteo.it, Novara è al 21º posto su 108 capoluoghi per vivibilità del clima. Secondo questa ricerca risulta al sesto posto tra le città del Nord Italia per qualità del clima. Altresì risulta al 85º posto nella classifica annuale dell'indice climatico dei 107 capoluoghi di provincia Italiani prodotto da Il Sole 24 Ore in collaborazione con 3BMeteo.

## Storia
La città fu fondata attorno all'anno 89 a.C. come colonia di diritto latino, in occasione della concessione della cittadinanza latina alle tribù celtiche della Gallia Transpadana. In età imperiale Novaria, nome latino di Novara, era un municipium situato sulla strada tra Vercellae (Vercelli) e Mediolanum (Milano). La sua pianta a strade perpendicolari (rimasta parzialmente intatta) risale all'epoca romana. Dopo che la città venne distrutta nel 386 da Magno Massimo per aver parteggiato per il suo rivale Valentiniano II, venne ricostruita da Teodosio I. In seguito venne saccheggiata da Radagaiso (nel 405) e da Attila (nel 452).
In epoca romana, dalla città iniziava la via Novaria-Comum, strada romana che collegava la città con Comum (Como) passando per Sibrium (Castelseprio), e passava la via delle Gallie, strada romana consolare fatta costruire da Augusto per collegare la Gallia Cisalpina con la Gallia transalpina.
Nel 569 giunsero i Longobardi che abitarono non nelle città ma sparsi sul territorio. Proprio all'epoca longobarda risalgono le prime testimonianze del culto a San Gaudenzio. Nel 841 si ha notizia di una chiesa, costruita fuori dalle mura, nella quale era custodito il corpo del santo patrono cittadino.
La città si sviluppò, diventando poi un Comune medievale. L'imperatore Enrico V di Franconia vide nel gesto un atto di ribellione e, sceso in Italia per recarsi a Roma, attaccò Novara incendiandola e distruggendo il lato sud delle mura. Nel 1176, a Legnano, un drappello di trecento novaresi e vercellesi contribuì alla vittoria sull'Imperatore da parte della Lega Lombarda.
Tra la fine del XII e gli inizi del XIII secolo il Comune di Novara si assicurò il controllo di buona parte del Novarese, con l'eccezione dell'enclave vescovile della Riviera di San Giulio. Alla fine del XII secolo accettò la protezione di Milano e divenne così dominio dei Visconti e poi degli Sforza.
Nel corso delle cosiddette Guerre d'Italia, la città fu protagonista di ben due assedi: il primo nel 1495 e il secondo nel 1500.
Nel 1706 Novara venne occupata dalle truppe dei Savoia. Con la Pace di Utrecht, la città, insieme a Milano, divenne parte dell'Impero Asburgico. Dopo l'occupazione del 1734 da parte di Carlo Emanuele III, passò, nell'anno successivo, a Casa Savoia.
Dopo la campagna in Italia di Napoleone Bonaparte, Novara fu capitale del Dipartimento dell'Agogna, per poi essere riassegnata alla Casa Savoia nel 1814. L'8 aprile 1821 fu luogo di una battaglia in cui le truppe regolari sarde e austriache sconfissero i liberali costituzionali piemontesi; nell'ancora più tremenda Battaglia di Novara del 23 marzo 1849, l'esercito piemontese fu sconfitto dagli austriaci del maresciallo Radetzky; questo fatto portò all'abdicazione di Carlo Alberto di Savoia ed alla occupazione della città da parte degli austriaci. La sconfitta dei Piemontesi può essere vista come l'inizio del Risorgimento italiano.
Con il regio decreto nº 3702 del 23 ottobre 1859 ("Decreto Rattazzi"), fu istituita la provincia di Novara, che comprendeva all'epoca anche le attuali province di Vercelli, di Biella e del Verbano-Cusio-Ossola.

### Simboli

Gonfalone municipale

Lo stemma è stato riconosciuto con DCG n. 7714 del 24 ottobre 1928.
(Art. 5 dello Statuto)
In precedenza è stato in uso uno stemma «di rosso alla croce d'argento caricata in cuore della lettera N maiuscola romana di verde».
La croce d'argento in campo rosso è simbolo comune a molte città che seguivano la parte ghibellina.
Il gonfalone è un drappo di bianco, riccamente ornato di decori dorati.

## Monumenti e luoghi d'interesse

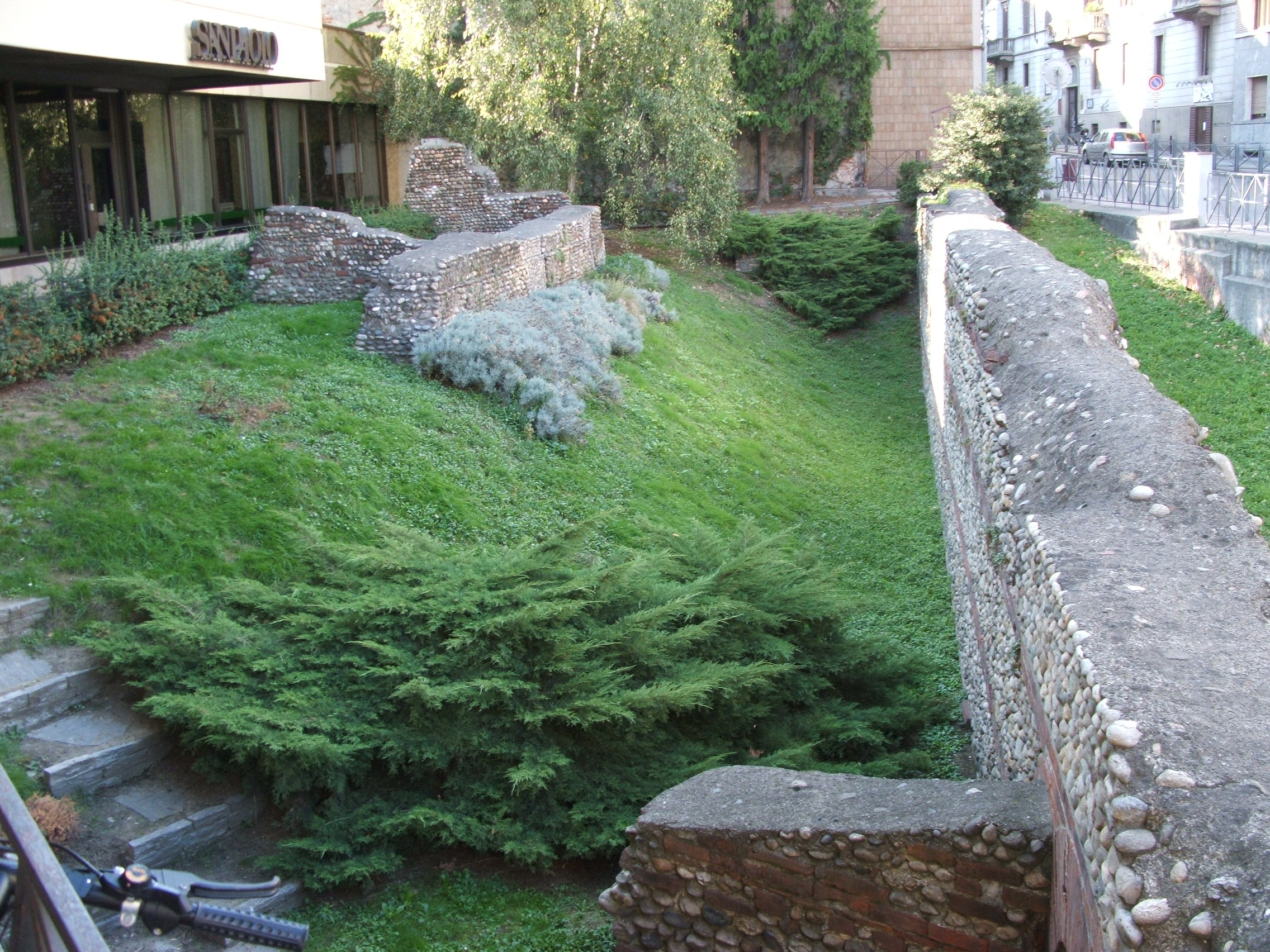
Resti delle mura romane in piazza Cavour, nel centro storico di Novara

L'antico nucleo cittadino di Novara, di forma pressoché pentagonale, è situato su un modesto rilievo collinare (oggi Centro Storico, sede dell'omonima circoscrizione) e conserva ancora per gran parte, nonostante le pesanti manomissioni in chiave moderna e le molte architetture neoclassiche, l'antico impianto medievale con strade ciottolate e piccole piazze (piazza delle Erbe e piazza della Repubblica).
Anticamente la città era dotata di una cinta muraria avente un perimetro di 2200 metri, innalzata alla fine del I secolo d.C. durante l'età imperiale. Parzialmente distrutte nel 1110 le mura furono successivamente ricostruite ed infine demolite agli inizi del Novecento per permettere lo sviluppo cittadino. Due tratti delle antiche mura romane, tornate alla luce a seguito di scavi archeologici, sono visibili oggi presso largo Cavour e nell'area verde alle spalle del Conservatorio Cantelli, tra via Solaroli e via Dominioni. Esse appaiono realizzate con la tecnica dell'opus mixtum utilizzando ciottoli di fiume legati tra loro con malta, posti di piatto e intervallati da basse fasce orizzontali in mattone.
Dopo il loro abbattimento, le mura hanno lasciato posto agli attuali baluardi, grandi viali alberati che circondano il centro storico.
Quale municipio romano, anche il reticolo stradale di Novara era caratterizzato da un cardo e da un decumano che corrispondono, il primo agli attuali Corso Cavour e Corso Mazzini (già Corso di Porta Sempione) ed il secondo a Corso Italia (già Corso di Porta Torino) e Corso Cavallotti (già Corso di Porta Milano). Le due strade si incontrano nel cosiddetto Angolo delle Ore.

### Centro storico

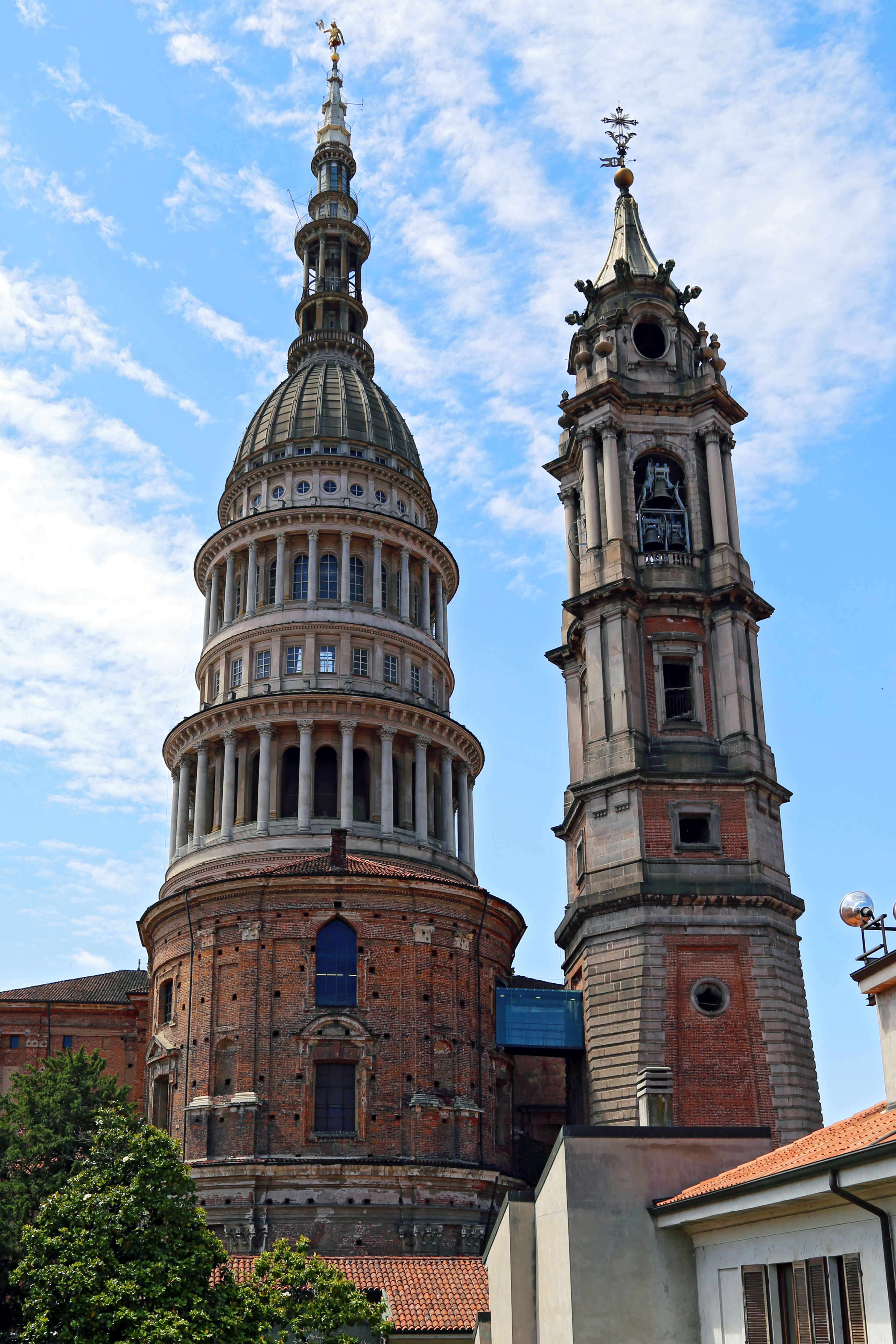
Cupola e campanile della basilica di San Gaudenzio

Il monumento più celebre di Novara è la basilica di San Gaudenzio, costruita tra fine Cinquecento ed inizio Seicento, e caratterizzata dall'imponente cupola neoclassica a pinnacolo (alta 121 metri) progettata da Alessandro Antonelli e aggiunta al corpo della chiesa nella seconda metà del XIX secolo, da molti considerata la più alta al mondo in mattoni.
Di particolare interesse anche il campanile di Benedetto Alfieri (zio del più famoso Vittorio Alfieri), l'organo a canne costruito da Vincenzo Mascioni e, soprattutto, il Polittico di Gaudenzio Ferrari.

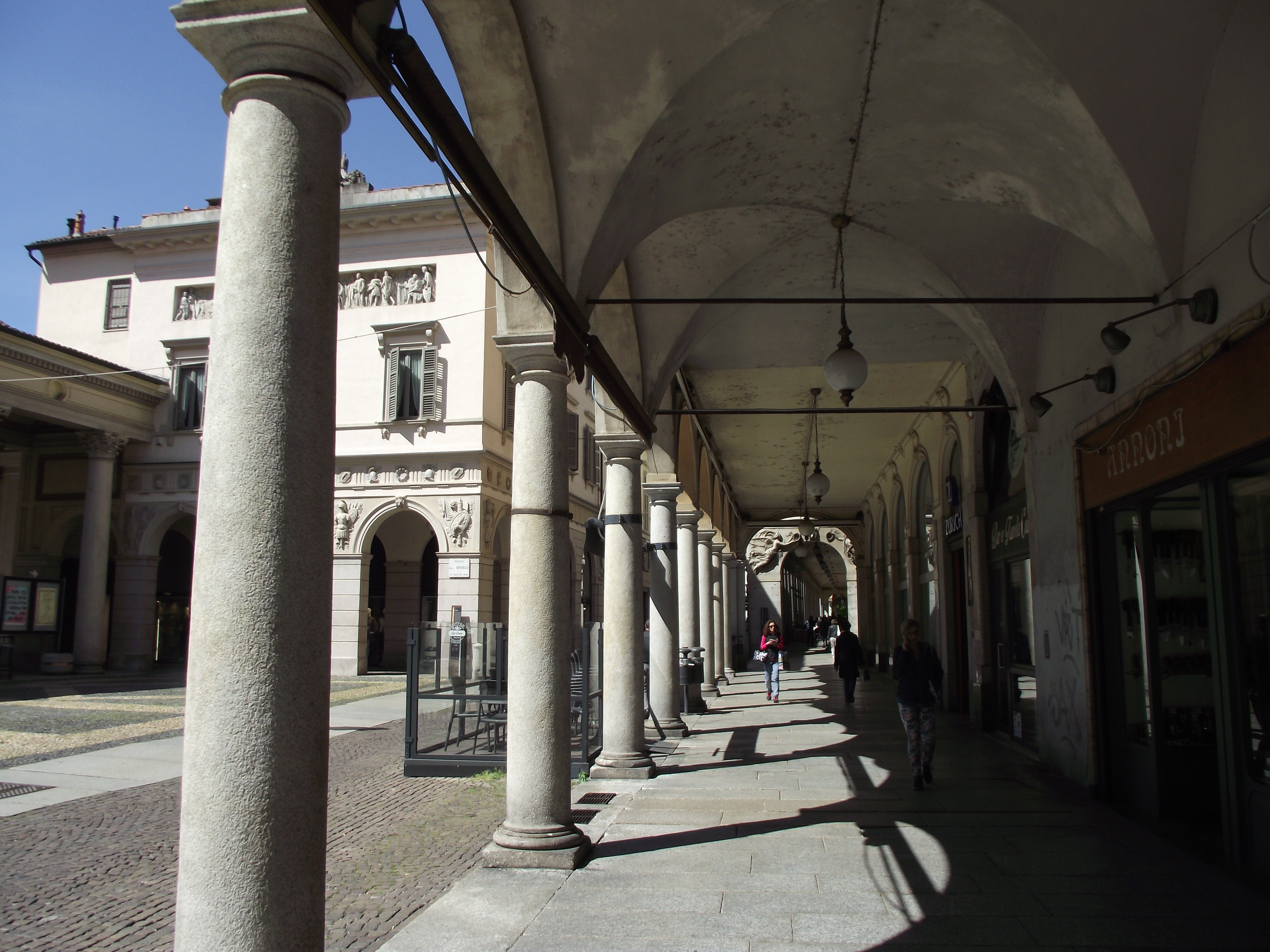
Porticato della piazza della Repubblica

Centro della vita religiosa cittadina è l'imponente Cattedrale, in stile neoclassico, progettata anch'esso da Alessandro Antonelli e costruita a metà del XIX secolo demolendo la preesistente cattedrale romanica (sorge infatti nello stesso punto in cui si trovava anticamente il tempio di Giove), della quale appartengono ancora la parte inferiore del campanile, il Chiostro della Canonica e l'Oratorio di San Siro.
Di fronte al Duomo si trova il Battistero, il più antico edificio della città tuttora esistente e una delle più antiche architetture paleocristiane del Piemonte.

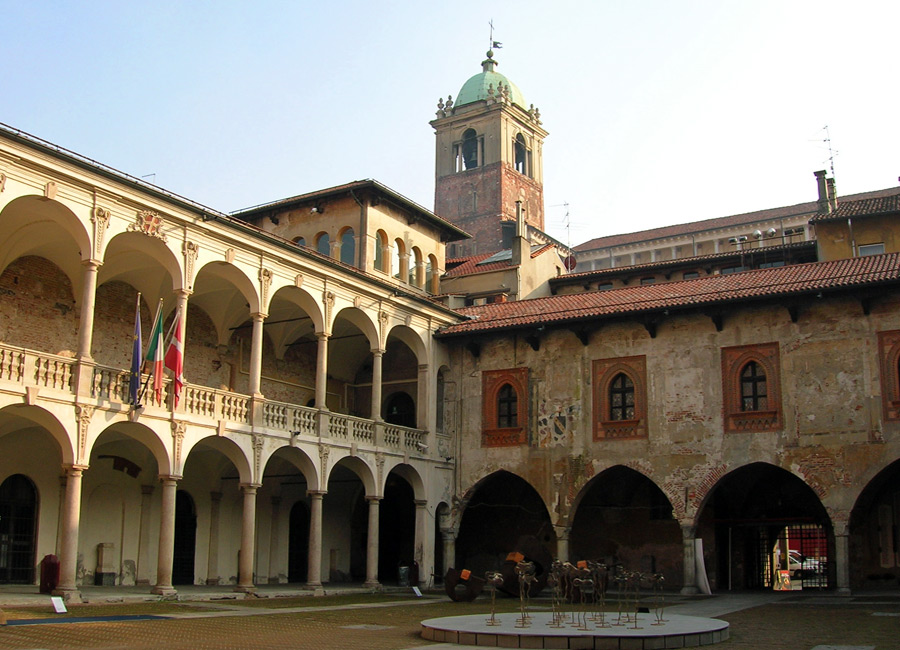
L'Arengo del Broletto

Poco distante dal Duomo è situato il cortile (o Arengo) del Broletto, antico centro della vita politica di Novara libero comune. Esso è un complesso architettonico costituito da quattro palazzi storici disposti a quadrilatero, sorti in epoche diverse con materiali ed elementi decorativi non coerenti tra loro, che si affacciano sul cortile centrale: il palazzo del Comune (XII secolo) a nord, il palazzo dei Paratici (XII secolo) ad ovest, il palazzo del Podestà a sud e il palazzo dei Referendari ad est (entrambi fine XIV-inizio XV secolo).
Il Broletto fu anche sede delle carceri, poi delle corporazioni artigiane e ospita oggi i musei civici, con collezioni d'arte e reperti archeologici della storia novarese e la Galleria Giannoni, da molti anni in restauro, raccolta di opere pittoriche e scultoree dell'Ottocento e del Novecento.
Non lontano da piazza della Repubblica (già piazza Duomo) si trovano la triangolare e caratteristica piazza Cesare Battisti (meglio conosciuta dai novaresi come piazza delle Erbe). Essa costituisce il centro perfetto della città di Novara che è indicato da una piccola mattonella triangolare sul selciato, riconoscibile perché differente dalla altre che costituiscono la pavimentazione della piazza.

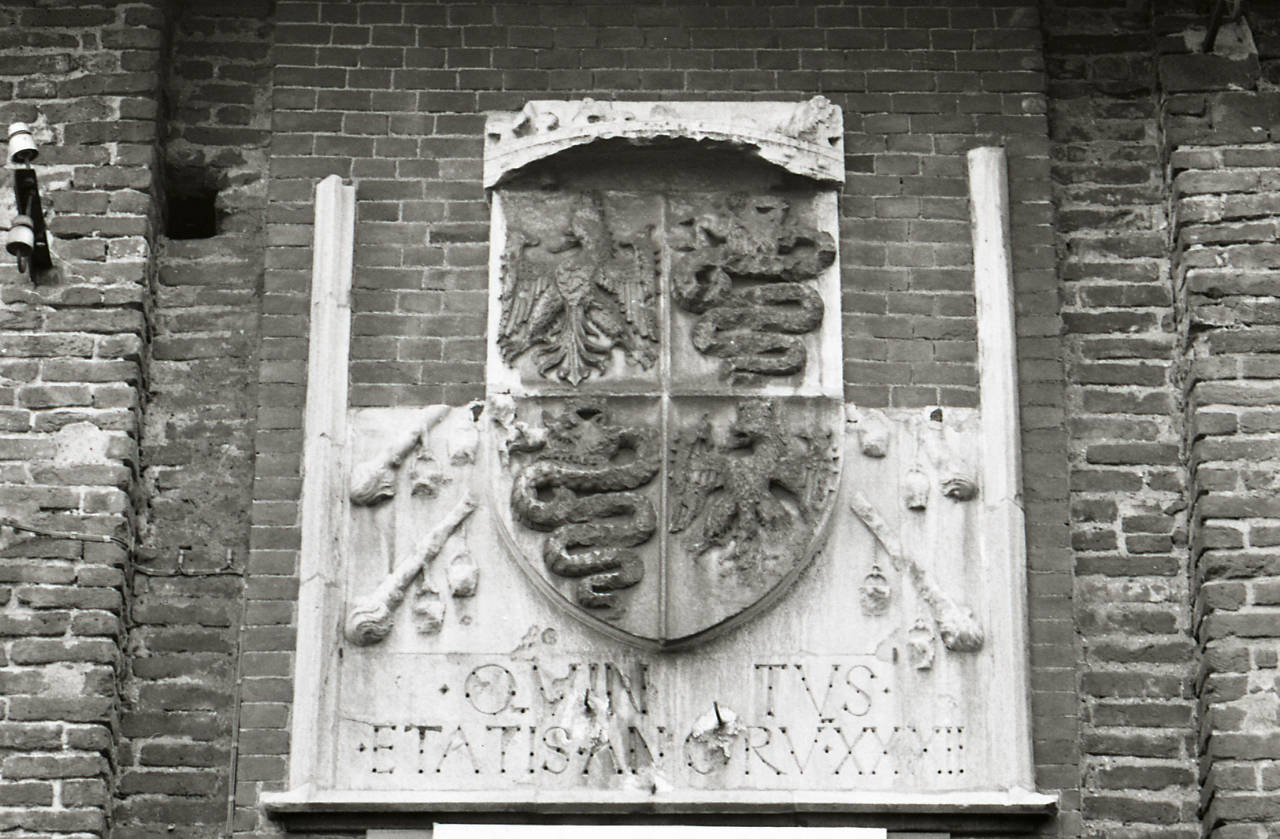
Lo stemma Visconteo-Sforzesco sopra l'arco d'ingresso del Castello.

Nella piazza intitolata a Giacomo Matteotti è situato Palazzo Natta-Isola, sede della Provincia e della Prefettura, caratterizzato dalla bella Torre dell'Orologio, mentre nella vicina via Fratelli Rosselli si trova Palazzo Cabrino, sede degli uffici amministrativi del Comune.
La piazza più grande è piazza Martiri della Libertà (già piazza Castello, successivamente piazza Vittorio Emanuele II), dominata dalla statua equestre intitolata a Vittorio Emanuele II, primo re d'Italia, incoronato proprio a Novara. Su piazza Martiri si affacciano poi il Castello Visconteo-Sforzesco, opera dei signori milanesi, sede attuale di eventi e mostre artistiche, e il Teatro Coccia, il teatro più storico del Piemonte. Il Castello, un tempo molto più vasto del complesso oggi rimasto, è circondato dall'Allea, uno dei più grandi giardini pubblici di Novara.
Altre piazze importanti sono:
- piazza Cavour, dominata dalla statua omonima e restaurata fra gli anni 1990 e gli anni 2000.
- piazza Garibaldi, la piazza della stazione di Novara, anch'essa restaurata, caratterizzata dalla statua omonima, da quella alla mondina e da una fontana.
- piazza Gramsci, già piazza del Rosario, che ospita, dopo il restauro del 2005, la particolare statua ad Icaro.
- piazza Puccini, situata tra il lato est del Teatro Coccia e l'entrata della canonica. Ospita la statua a Carlo Emanuele III, primo sovrano sabaudo a governare Novara.

### Architetture religiose

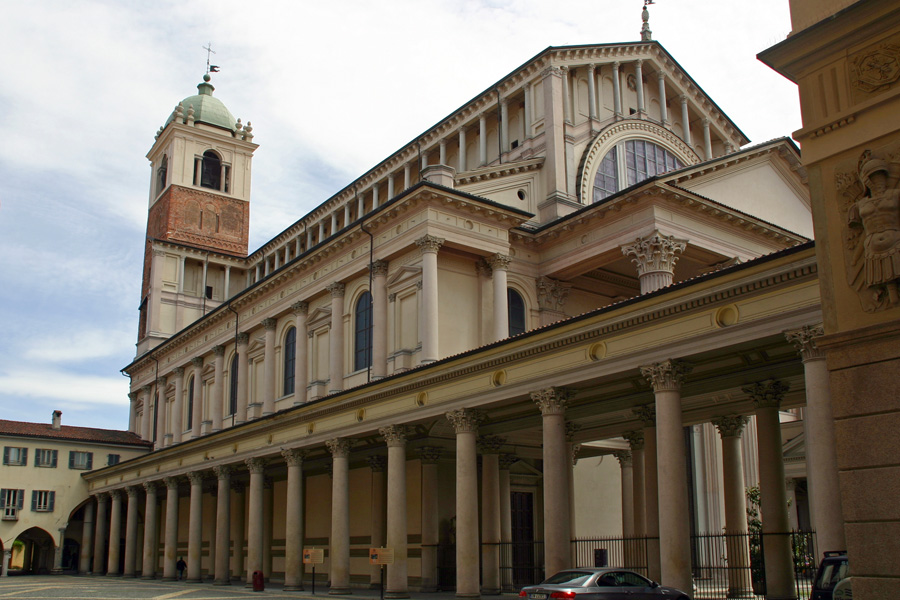
Il Duomo di Novara

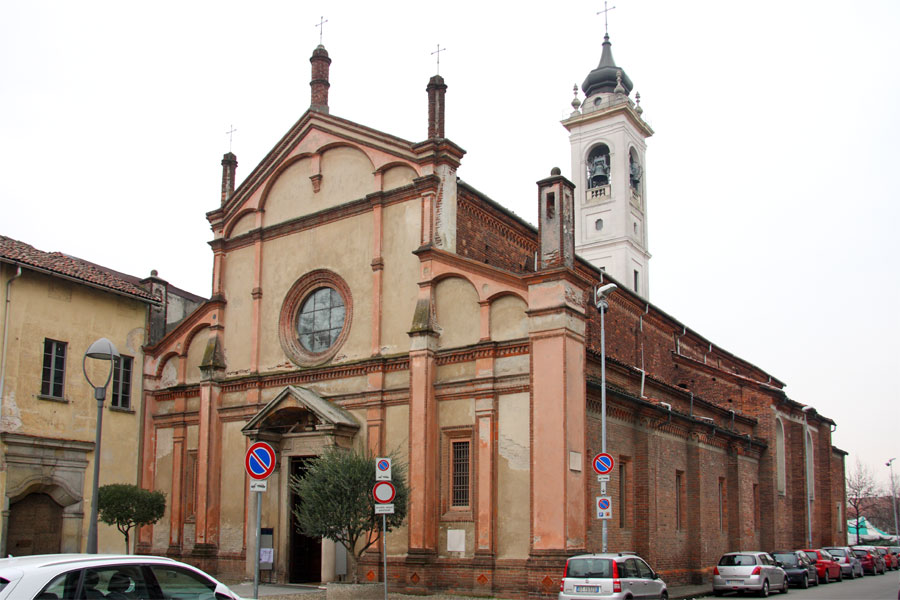
Chiesa di San Martino

Oltre al duomo ed alla basilica di San Gaudenzio, le principali chiese della città sono:
- Chiesa di Ognissanti (inizio XII secolo), è l'unica chiesa romanica superstite della città, già citata nel 1124. Si tratta di una semplice costruzione a tre navate, con quattro campate ciascuna, un coro con abside semicircolare ed un elegante e pregevole tiburio ottagonale illuminato da monofore e bifore. All'interno sopravvivono tracce di affreschi del XV secolo tra i quali una Madonna del Latte attribuita a Giovanni de Campo. L'attuale aspetto è frutto dei restauri compiuti negli anni cinquanta che hanno eliminato i pesanti adattamenti di epoca barocca, riportando l'edificio al suo stile romanico originario.
- Abbazia di San Nazzaro della Costa (1441-1470), complesso costituito dall'omonima chiesa insieme all'annesso convento, già documentato nel 1124 e rimaneggiato nel XV secolo per volere di san Bernardino da Siena. Sorge su un colle nei pressi del cimitero cittadino, oltre la cinta dei baluardi.
- Chiesa di Santa Maria delle Grazie, meglio conosciuta come chiesa di San Martino (seconda metà del XV secolo), costruita a partire dal 1477 dai canonici lateranensi, è internamente costituita da una sola navata con cappelle laterali e pitture attribuibili ad artisti del XV secolo, tra i quali Tommaso Cagnola e Daniele De Bosis. In uno degli affreschi è rappresentato l'umanista Paolo Maffei.
- Chiesa di San Pietro al Rosario (1599-1618), situata in piazza Gramsci fu la sede novarese dell'Ordine domenicano prima delle soppressioni napoleoniche. Si presenta internamente a navata unica con sei cappelle laterali. Conserva alcune opere di rilievo come la statua della Madonna del Latte, risalente al XV secolo ma ricavata da un preesistente monumento di epoca romana, la Vergine del Rosario di Giulio Cesare Procaccini (1625) ed il ciclo di affreschi sulla vita di san Pietro di Giovanni Mauro Della Rovere (1637).
- Chiesa di San Marco (XVII secolo), costruita su disegno di Lorenzo Binago a partire dal 1607. Conserva all'interno importanti opere del XVII e XVIII secolo di artisti quali Giulio Cesare Procaccini, Daniele Crespi ed il Moncalvo, oltre a raffinate opere di intaglio quali sono i confessionali ed il pulpito. Nel 1634 le si affiancò un convento, attuale sede della Banca d'Italia.
- Chiesa-Oratorio di San Giovanni Decollato (1637-1657), sede della confraternita di San Giovanni Battista Decollato.
- Chiesa di Santa Maria della Salute (XVII secolo), in stile barocco è situata nel quartiere Bicocca. Ultimata nel 1658, fu costruita nel luogo in cui sorgeva una cappelletta dedicata alla Madonna col Bambino (detta "degli spagnoli") che oggi costituisce la pala d'altare.
- Chiesa di Sant'Eufemia (1666-1698).
- Chiesa del Carmine (XVIII-XIX secolo), situata nei pressi della basilica di San Gaudenzio, possiede il più antico campanile romanico della provincia.

### Architetture civili

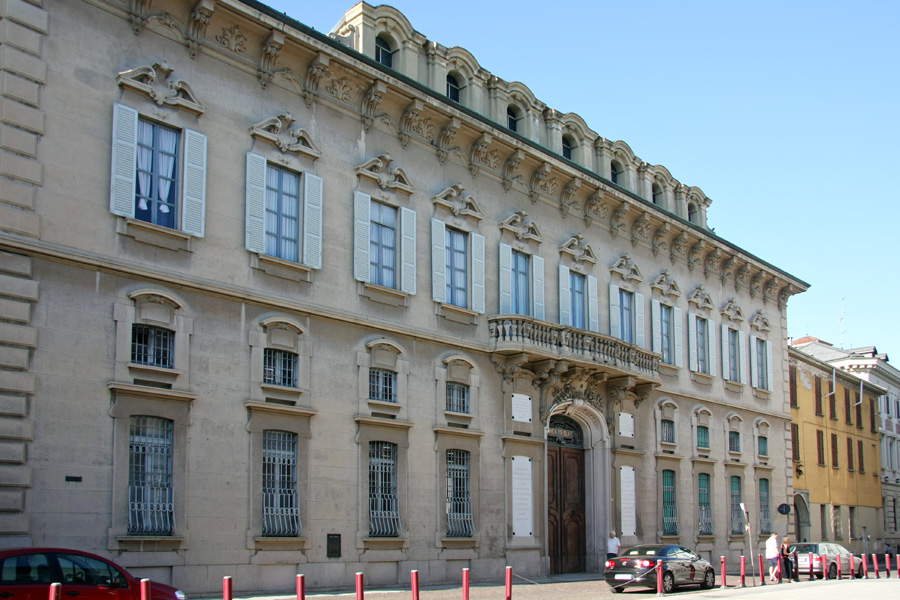
Palazzo Tornielli Bellini, sede della Banca Popolare di Novara

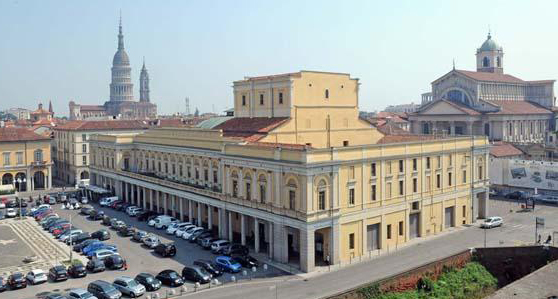
Teatro Coccia

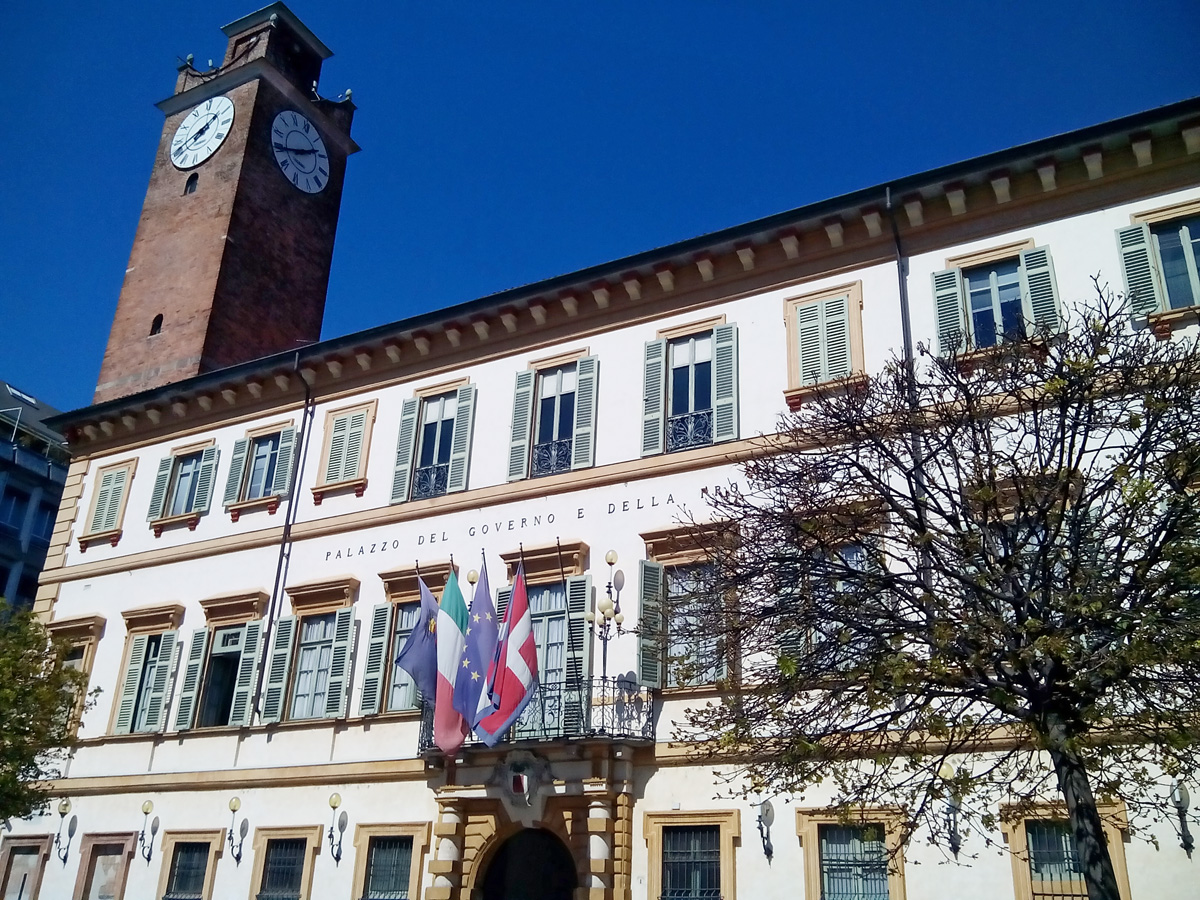
Palazzo Natta Isola, sede della Prefettura di Novara

- Arengo del Broletto (XII-XV secolo).
- Palazzo dei Conti Bollini Simonetta del 1700, ora dei Giovanetti.
- Casa Della Porta e Casa Rognoni (seconda metà del XV secolo), in stile gotico.
- Palazzo Tornielli-Bellini[23] (inizio XVI secolo), dal 1905 è la sede centrale della Banca Popolare di Novara.
- Palazzo Natta (XVI secolo), costruzione attribuita a Pellegrino Tibaldi, ampiamente rimaneggiato nel XIX secolo con la sopraelevazione di un piano, ospita oggi gli uffici dell'amministrazione provinciale e della prefettura. Spiccano il grande scalone d'onore che porta al piano superiore, gli affreschi delle saloni del primo piano ed il cortile interno racchiuso da colonne d'ordine dorico. All'angolo sinistro si erge la torre civica dell'orologio di origine medioevale.
- Ospedale Maggiore della Carità di Novara, edificato a partire dal 1628 ed ampliato nei secoli successivi ad opera di vari architetti tra i quali Alessandro Antonelli, a metà dell'Ottocento.
- Palazzo Cabrino (1661-1664 e secoli successivi), oggi sede dell'amministrazione cittadina, era un palazzo nobiliare edificato in stile barocco dalla famiglia Cabrino. Alcune sale del primo piano sono decorate con affreschi settecenteschi di Giovanni Stefano Danedi.
- Barriera Albertina (1837), complesso di due edifici neoclassici identici, ad un solo piano, posti simmetricamente l'uno di fronte all'altro. Si trova al termine dell'antica strada regia proveniente da Vercelli, l'attuale viale XX Settembre, e costituiva la porta occidentale d'ingresso alla città (già Porta Torino). La costruzione fu realizzata abbattendo l'antico torrione d'ingresso[21]. Gli edifici, destinati originariamente a sedi della guardia e del dazio, furono progettati da Antonio Agnelli ed inaugurati nel 1837; essi sono di forma quadrangolare arricchiti da un pronao con sei colonne di ordine gotico; il timpano è decorato con statue allegoriche, scolpite da Giuseppe Argenti, raffiguranti virtù o attività civiche.
- Palazzo del Mercato (1817-1842), opera dell'architetto Luigi Orelli era sede del foro per la contrattazione dei grani ed oggi sede della Borsa dell'agricoltura. È un edificio a pianta quadrata di semplice architettura, arricchito da un loggiato che corre lungo tutti i lati. Sorge sul lato settentrionale di piazza Martiri ma la facciata principale è quella rivolta su corso Italia, caratterizzata da due rampe di scale ed un frontone decorato con un altorilievo in arenaria e marmo.
- Palazzetto del Corpo di guardia, situato sul lato occidentale di piazza della Repubblica, a lato del battistero del duomo, è così chiamato perché fu sede delle truppe della polizia urbana. Fu edificato a partire dal 1835, su progetto dell'architetto Aresi, ed inaugurato il 4 novembre 1837.
- Stazione ferroviaria di Novara (1854).
- Casa Bossi (XIX secolo), grande casa padronale disegnata da Alessandro Antonelli.
- Collegio Gallarini (XIX secolo), ospita il Conservatorio di musica “Guido Cantelli”.
- Teatro Coccia (fine del XIX secolo), inaugurato il 22 dicembre 1888. L'attuale edificio sorge sulle spoglie del settecentesco teatro Morelli (poi dedicato a Carlo Coccia), abbattuto per permettere la nuova costruzione, opera dell'architetto Giuseppe Oliverio. Oltre a personaggi illustri come Arturo Toscanini e il compianto Guido Cantelli, in anni più recenti ha ospitato il programma televisivo Bravo Bravissimo, condotto da Mike Bongiorno. Tutt'oggi è un apprezzato teatro di Tradizione, che ospita stagioni d'opera di alto livello.
- Casa Quaroni, realizzata tra il 1905 ed il 1907 su progetto dell'ingegnere Mario Rosina, parente di Otto Wagner. Emblematica testimonianza di architettura Liberty a Novara.
- Casa Fiorentini, edificata tra il 1907 ed il 1910 su progetto dell'ingegnere Roberto Passeri, sorge all'angolo tra via XX Settembre e via Dante Alighieri e rappresenta uno dei più interessanti esempi di architettura Liberty novarese. La facciata, sormontata tre balconi ricchi di ornamenti, si trova nella zona d'angolo e segue un andamento curvilineo. Di notevole pregio ed impatto visivo è la decorazione esterna.
- Palazzo "Renzo Piano", progettato dallo studio dell'architetto genovese e realizzato tra il 1985 e il 1987, si trova di fronte al Centro di Ricerca Traslazionale sulle Malattie Autoimmuni e Allergiche (CAAD) nel quartiere di Sant'Agabio, ad est del centro storico. Originariamente pensato come sede per l'Istituto Sperimentale Metalli Leggeri appartiene oggi alla Provincia di Novara ed è sede della Fondazione Novara Sviluppo ed ospita il Polo Scientifico Tecnologico novarese. Il complesso è costituito da due edifici: lungo la strada si eleva l'edificio principale di 3 piani destinato agli uffici che si sviluppa per una lunghezza di 85 metri; la struttura è composta da un profilo in alluminio irrigidito da elementi reticolari al fine di sfruttare al massimo le potenzialità di tale materiale; la facciata modulare continua è realizzata con le vetrate semplicemente incollate e non fissate meccanicamente alla struttura. Dopo il cortile interno si trova l'edificio secondario, destinato ad officina, rivestito frontalmente e sul lato nord con una lamiera d'acciaio nervato[24][25].

### Architetture militari

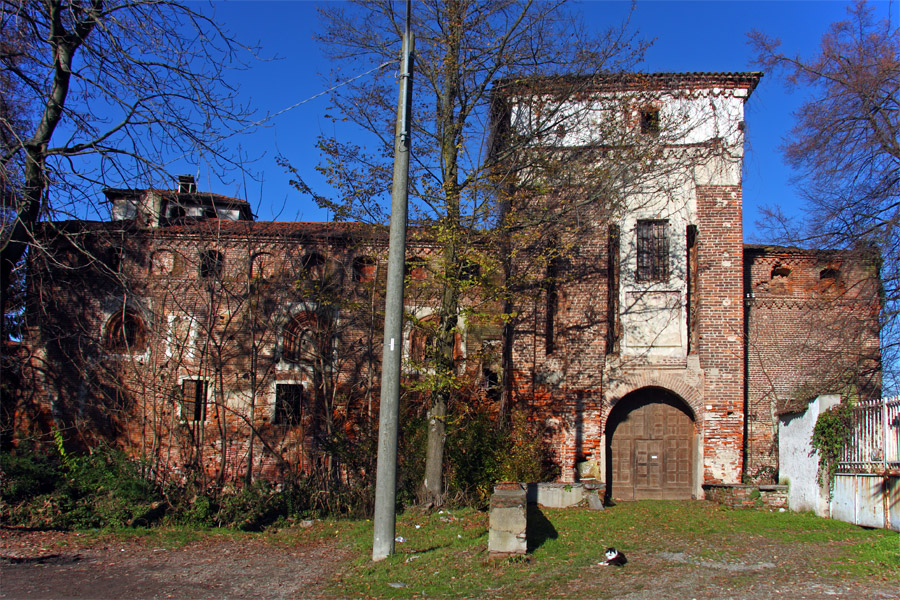
Il Castello di Casalgiate

- Caserma Passalacqua: una delle tre ex caserme militari situate nel centro di Novara, attualmente ospita un centro di produzione culturale e di aggregazione giovanile per cui dove prima c'erano uffici e mense per gli ufficiali militari ora trovano spazio sale conferenze, aree studio, una sala prove con studio di registrazione e un maker space[26].
- Castello Visconteo-Sforzesco (XIII-XV secolo).
- Castello di Casalgiate (XV secolo), sorge al centro dell'omonima località a ovest della città, fu costruito probabilmente nel 1470 sui resti di un precedente castello distrutto dalla Compagnia Bianca negli anni 1361-63. Ha pianta irregolare a quattro lati con cortile interno, è ancora parzialmente circondato da un fossato ed in parte da un giardino. L'ingresso è posto alla base di un torrione sul lato meridionale dove è visibile lo stemma della famiglia Avogadro, cui il castello appartenne per lungo tempo. La proprietà passò nel 1779 all'Ospedale Maggiore di Novara che ne detiene oggi la metà insieme ad un privato. Attualmente è in stato di abbandono.[27][28][29].

### Altri monumenti

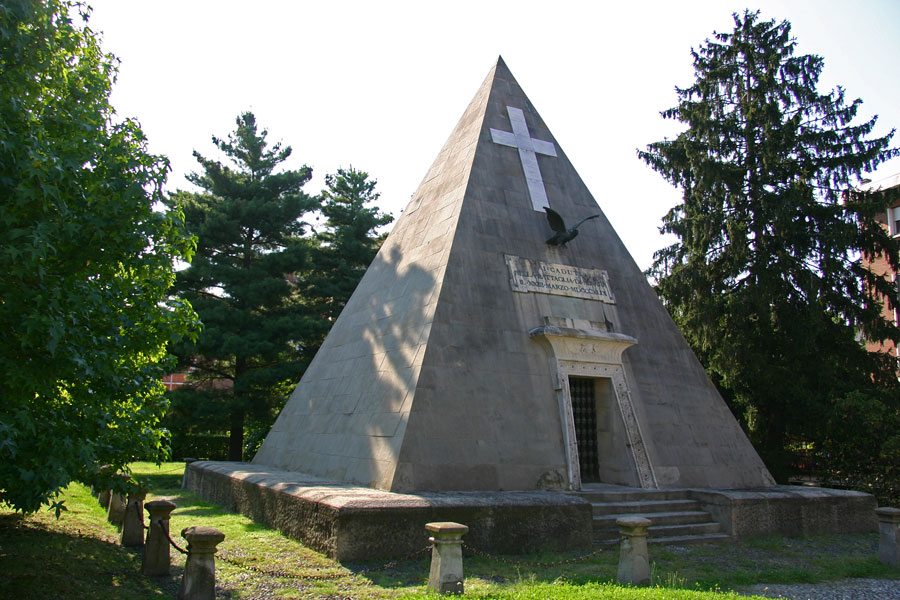
La Piramide-ossario della Bicocca

- L'Ossario della Bicocca, con caratteristica forma piramidale, sorge nel quartiere omonimo in memoria dei caduti della storica battaglia del 23 marzo 1849 tra piemontesi ed austriaci.[30]

## Società

### Evoluzione demografica
La più antica valutazione della popolazione cittadina risale al 1723, con 8 963 abitanti censiti di cui 5 590 dentro le mura e 3 373 nei sobborghi. Nel 1776, la popolazione era salita a 11 092 abitanti di cui 7 003 dentro le mura e 4 089 nei sobborghi. Si arriverà poi a 12 465 abitanti nel 1804 ed a 14 021 nel 1826. Negli anni successivi si verificherà quasi un raddoppio della popolazione che sarà pari a 25 144 abitanti registrati durante il primo censimento nazionale del 1861. A partire da questa data la crescita della popolazione è costante e nel 1911 la città conta 53 657 abitanti. Successivamente nel periodo a cavallo tra le due guerre la crescita subisce una battuta di arresto, con una lieve ripresa che porta a 69 935 i cittadini nel 1951. Negli anni cinquanta e sessanta del Novecento la cittadinanza tornerà a crescere in modo vigoroso, attestandosi nel 1971 attorno ai 100mila abitanti, cifra che rimarrà pressoché invariata nei decenni a venire. La pandemia da COVID-19 del 2020 ha portato a una breve flessione della popolazione. A partire dal 2022 viceversa la città ha ripreso per la prima volta a crescere nuovamente, raggiungendo il numero massimo storico di residenti attuali.

Novara abitanti censiti nel periodo dal 1861 al 2021

### Etnie e minoranze straniere
Al 31 dicembre 2023 gli stranieri residenti nel comune erano 15 623, ovvero il 15,29% della popolazione. Di seguito sono riportati i gruppi più consistenti:
- Pakistan, 1 882
- Marocco, 1 577
- Ucraina, 1 353
- Albania, 1 257
- Romania, 966
- Nigeria, 897
- Perù, 877
- Bangladesh 665
- India 563
- Tunisia 525

### Qualità della vita
Nella classifica del Il Sole 24 ore nel 2024 la provincia di Novara si classifica al 32º posto per qualità della vita. Nella classifica stilata da Italia Oggi in collaborazione con Università degli Studi di Roma "La Sapienza" nel 2024 la provincia Novara si classifica invece al 37º posto. In base al rapporto Ecosistema Urbano 2024 di Legambiente, infine, il comune di Novara si colloca al 44º posto su 107 capoluoghi di provincia italiani.

## Cultura
La città di Novara è sede dell'Istituto geografico De Agostini, che ha festeggiato il centenario nel 2001.

### Istruzione

#### Università

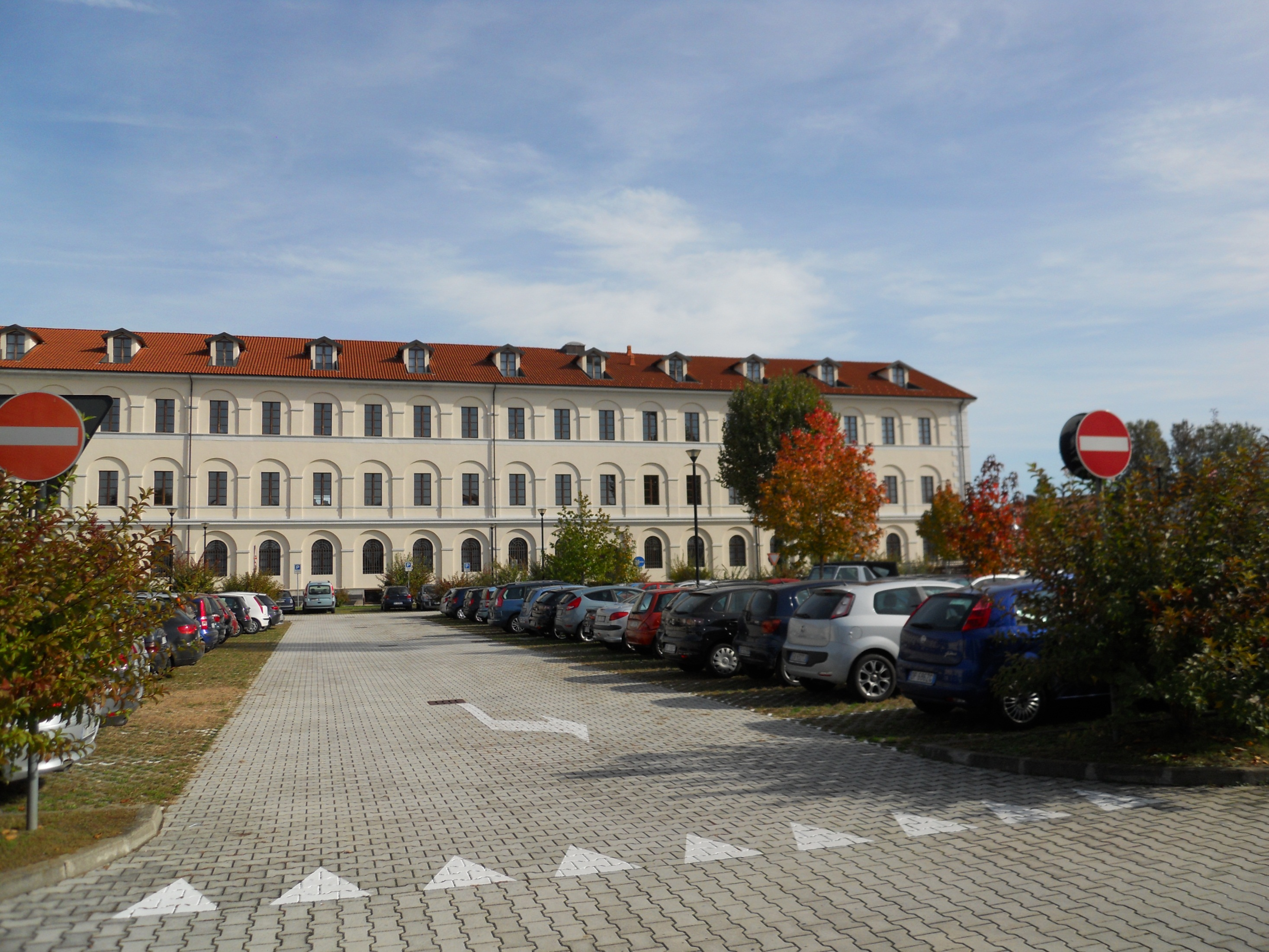
Una delle sedi della scuola di medicina e chirurgia dell'Università del Piemonte Orientale (complesso Perrone)

La città è sede dell'Università degli Studi del Piemonte Orientale insieme a Vercelli ed Alessandria. Quattro degli otto dipartimenti che compongono l'ateneo si trovano a Novara:
- Dipartimento di medicina traslazionale
- Dipartimento di scienze della salute
- Dipartimento di scienze del farmaco
- Dipartimento di studi per l'economia e l'impresa

Inoltre è sede del Centro interdipartimentale di medicina d'emergenza, dei disastri e informatica applicata alla pratica e alla didattica medica (CRIMEDIM) ed è attiva la scuola di medicina che ha l'obiettivo di coordinare l'attività didattica e di ricerca svolta dai dipartimenti di medicina traslazionale e scienze della salute presso l'azienda ospedaliero-universitaria ospedale Maggiore della Carità.
Nonostante sia di recente istituzione, essendo stata fondata nel 1998, l'Università del Piemonte Orientale ha raggiunto 14 761 studenti iscritti al 15 dicembre 2020. Secondo la classifica annuale stilata dal Censis la UPO si colloca al decimo posto in Italia tra i sedici Atenei di medie dimensioni. Sia il dipartimento di Scienze della Salute sia il dipartimento di Medicina Traslazionale erano stati premiati dal MIUR nel 2018 come due dei 180 dipartimenti di eccellenza italiani. Nella nuova tornata di dipartimenti di eccellenza finanziata nel 2023 solamente il dipartimento di Medicina Traslazionale è risultato invece l'unico vincitore tra tutti i dipartimenti della UPO.

#### Biblioteche
- Biblioteca civica Carlo Negroni, seconda biblioteca civica del Piemonte, fondata nel 1847[41]
- Biblioteca dell'Istituto geografico De Agostini, fondata nel 1977
- Biblioteca Seminario vescovile San Gaudenzio, fondata nel 1788
- Biblioteca dell'Archivio storico diocesano
- Biblioteca Capitolare di Santa Maria
- Biblioteca d'arte dei musei civici, fondata nel 1874
- Biblioteca della Facoltà di medicina e chirurgia dell'Università degli studi del Piemonte Orientale Amedeo Avogadro, fondata nel 1993
- Biblioteca del Conservatorio statale di musica Guido Cantelli
- Biblioteca Ascanio Sobrero del Dipartimento di scienze del farmaco dell'Università degli studi del Piemonte Orientale Amedeo Avogadro
- Biblioteca dell'Istituto storico della Resistenza Piero Fornara

#### Ricerca
- Fondazione TERA per l'adroterapia oncologica[42], fondata nel 1992 da Ugo Amaldi
- Centro Ricerche Eni (già Istituto Donegani)
- Centro di Ricerca Applicata “Ipazia” presso il Centro di Ricerca Traslazionale sulle Malattie Autoimmuni e Allergiche (CAAD)
- Fondazione Novara Sviluppo[43], Polo Scientifico Tecnologico novarese (già Istituto Sperimentale Metalli Leggeri)

#### Musei
- Musei della canonica del duomo

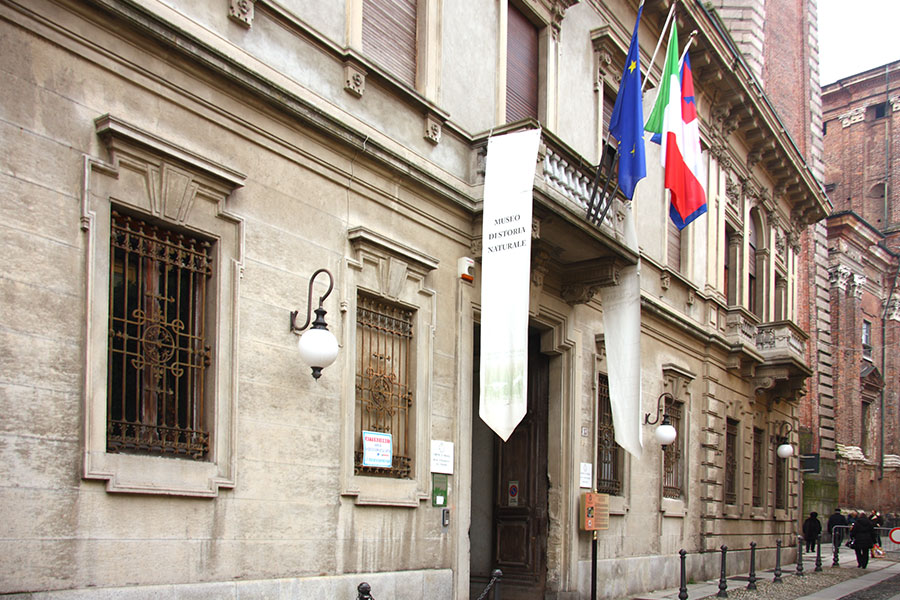
Museo Faraggiana

- Musei civici, ospitati presso il palazzo del Broletto
- Museo di storia naturale Faraggiana Ferrandi
- Museo del Risorgimento
- Galleria Giannoni
- Museo storico Aldo Rossini
- Museo Rognoni Salvaneschi
- Museo dei calzolai[44]
- Museo del giocattolo
- Casa del Novara[45]

### Media

#### Stampa locale
- Corriere di Novara, bisettimanale indipendente di informazione locale
- Prima Novara, giornale online
- Il Venerdì di Tribuna Novarese, settimanale di informazione locale via web
- Novara Oggi, settimanale di informazione locale
- La Voce di Novara giornale on line (dal settembre 2017)
- L'Azione, settimanale della Diocesi di Novara
- Novaratoday, sezione locale della testata online Today
- La Stampa Novara, sezione locale dell'omonimo quotidiano nazionale
- Buongiorno Novara
- Free Novara

#### Radio locali
- Radio Azzurra FM
- Radio Onda Novara Tv
- Radio 6023.it - Unione degli Studenti del Piemonte Orientale

#### Televisioni locali
- Videonovara - Teleritmo

### Eventi

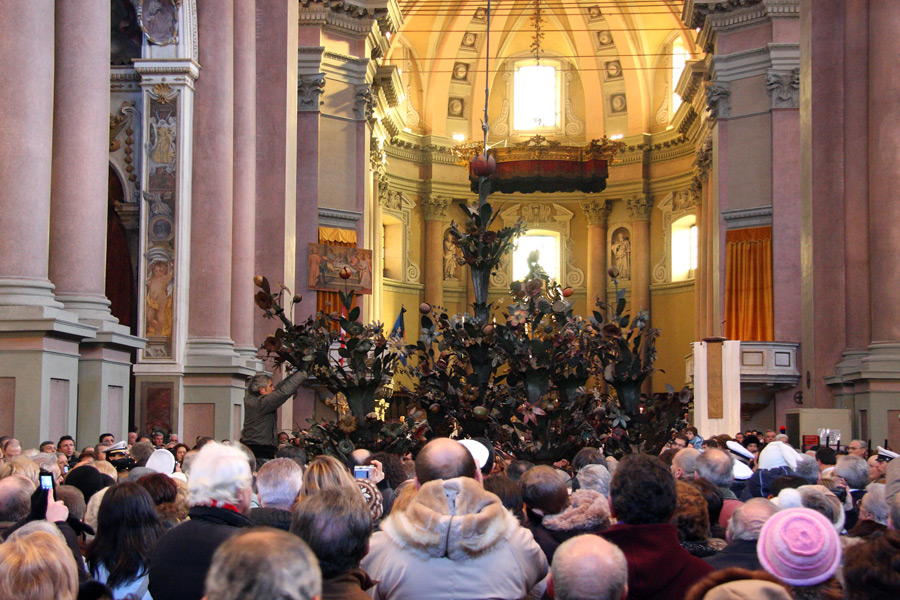
La "cerimonia del fiore" durante la festa patronale

- Festa patronale di San Gaudenzio: La celebrazione si svolge il 22 gennaio di ogni anno secondo un rito che si conserva dal XV secolo. Un corteo civico sfila per le vie del centro con i valletti comunali addetti al trasporto fino alla basilica di San Gaudenzio di sculture metalliche di vasi di fiori in metallo che diventano protagonisti durante la cosiddetta cerimonia del Fiore, e viene aperto lo scurolo della basilica dove è possibile visitare la tomba del santo patrono.

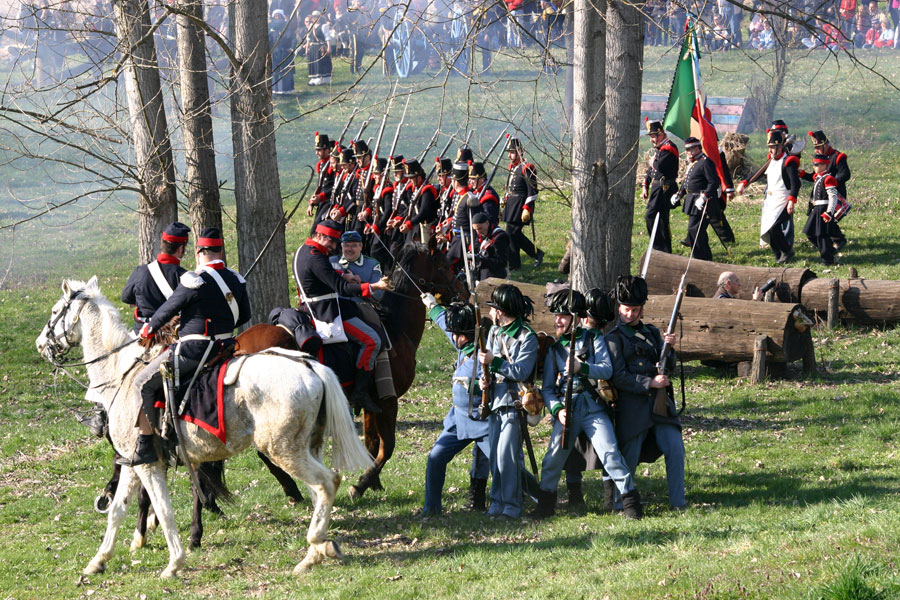
Una scena della rievocazione storica della battaglia della Bicocca

- Rievocazione storica della battaglia della Bicocca: ogni anno si svolge la rievocazione, con costumi e armi dell'epoca, della storica battaglia combattuta il 23 marzo del 1849.
- Graduation day[46][47]: solitamente nel mese di giugno, i laureati dell'Università del Piemonte Orientale (UPO) dell'anno accademico sfilano per le strade della città per raggiungere una piazza in cui, dopo varie prolusioni di buon auspicio e ispirazione, avviene il lancio del tocco da parte dei laureati che ne ricevono di colori diversi in base alla facoltà di appartenenza.
- Street Games[48], evento sportivo che si svolge tra le strade della città, composto da tornei di beach volley, pallacanestro, calcio e altre discipline sportive, con accompagnamento musicale.
- Il 24 gennaio di ogni anno si commemora la ricorrenza della prima regia teatrale di Giorgio Strehler nell'allora Teatro Littorio poi Cinema Excelsior (oggi Questura di Novara). La prima regia teatrale di Giorgio Strehler risale infatti al 1943, quando mise in scena tre atti unici di Pirandello, a Novara. Proprio nei pressi dell'ex teatro è stata posta una targa in memoria di questa prima regia ed è stata dedicata la contigua area verde al grande regista del Novecento.[49]

#### Festival
- Novara Jazz, festival internazionale di musica jazz che ha luogo tra la fine di maggio e l'inizio di giugno, con la partecipazione di musicisti di fama internazionale (Michael Nyman, Dick Hyman, Trilok Gurtu, Paul D. Miller aka dj Spooky, Fabrizio Bosso, Gianluigi Trovesi, Ill Considerated, Enrico Rava, John Surman, Marcin Wasilewski Trio) ma anche di dj, artisti visivi e performer.
- Novara Gospel Festival, si svolge ogni anno dal 2005 nel periodo settembre-ottobre, si compone di workshop, tour della zona e concerti. All'appuntamento partecipano noti artisti della musica gospel contemporanea tra cui Kirk Franklin, Donnie Mc Clurkin, Richard Smallwood.
- Festival Fiati, serie di concerti, Masterclass e incontri in ogni ambito del mondo degli strumenti a fiato con ampio spazio dedicato agli studenti interni del Conservatorio novarese.[50]
- Settimana novarese della lettura, promossa dalla Biblioteca Civica Negroni con la consulenza del Centro Novarese di Studi Letterari, porta l'attenzione sui libri attraverso temi o personaggi trattati da varie angolature (letteratura, arte, cinema, teatro): dalla guerra all'acqua, da Mario Soldati ad Emilio Salgari.
- Scrittori&giovani, festival letterario internazionale avviato nel 2006 con l'originale formula di distribuire nelle scuole copie omaggio dei libri degli scrittori prima degli incontri. Nelle varie edizioni del festival sono stati ospiti autori come Luis Sepúlveda, David Grossman, Daniel Pennac, Adonis, Sebastiano Vassalli, Carlo Lucarelli.
- Maratona Poetica, maratona di dieci ore ininterrotte di poesia che dalla fine della pandemia Pro Loco Novara APS insieme a molte associazioni offre gratuitamente alla città.
- Cara, Vegia Nuara, maratona dialettale organizzata dalle associazioni locali in occasione dei festeggiamenti del Santo Patrono San Gaudenzio.
- Raduno Auto e Moto d'Epoca, una mostra itinerante di opere d'arte in movimento, dal 2010 organizzata da Pro Loco Novara APS, ACN e Angelo Airoldi col patrocinio di moltissimi enti e istituzioni.
- Circolando, festival di teatro e circo contemporaneo.[51]' Un evento culturale e artistico organizzato dalla Città di Novara in collaborazione con l’Associazione LaRibalta che prevede performance a cavallo tra teatro fisico, musica dal vivo, poesia e acrobatica.
- Fuori Novara, alla seconda edizione[52]. Ponte tra città e quartieri organizzando serate dedicate alle arti, dialogo e, soprattutto, al rilancio delle zone periferiche della città.

### Cucina e prodotti agroalimentari

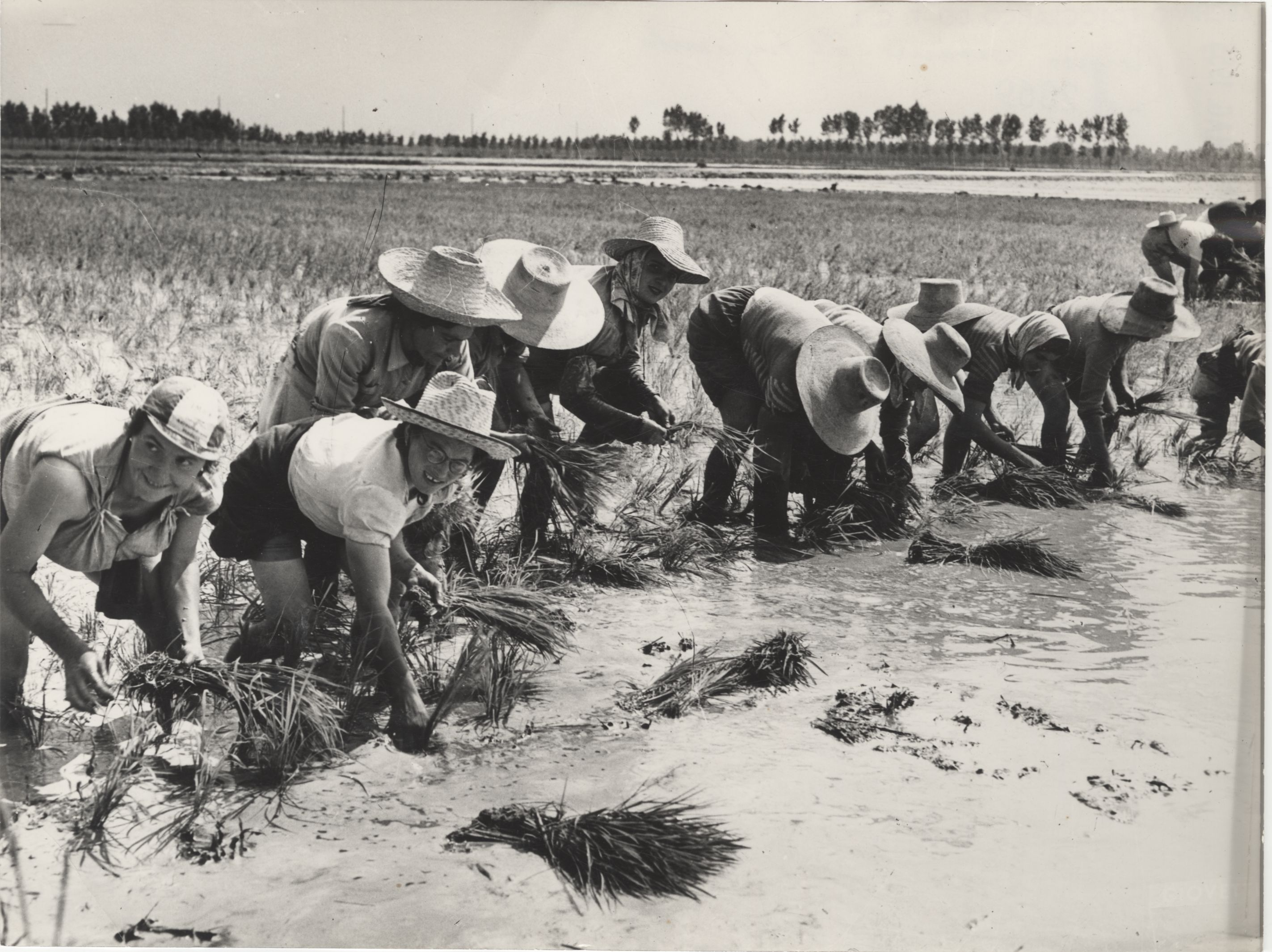
La coltivazione del riso nelle campagne novaresi a metà del XX secolo

Il riso è l'elemento più importante della cucina novarese, utilizzato per cucinare numerose ricette dai primi ai dolci. La più classica delle ricette a base di riso è la paniscia, risotto condito essenzialmente con lardo, salam d'la duja, cipolla, verze e fagioli.
Altro elemento tipico del territorio risicolo sono le rane, che possono essere cucinate con il riso, in brodo, fritte o in guazzetto.
Tra i prodotti da forno si ricordano il "pane di riso" ed il "pane di mais", composti rispettivamente con farina di riso e di mais in aggiunta alla farina di frumento.

#### Formaggi e insaccati

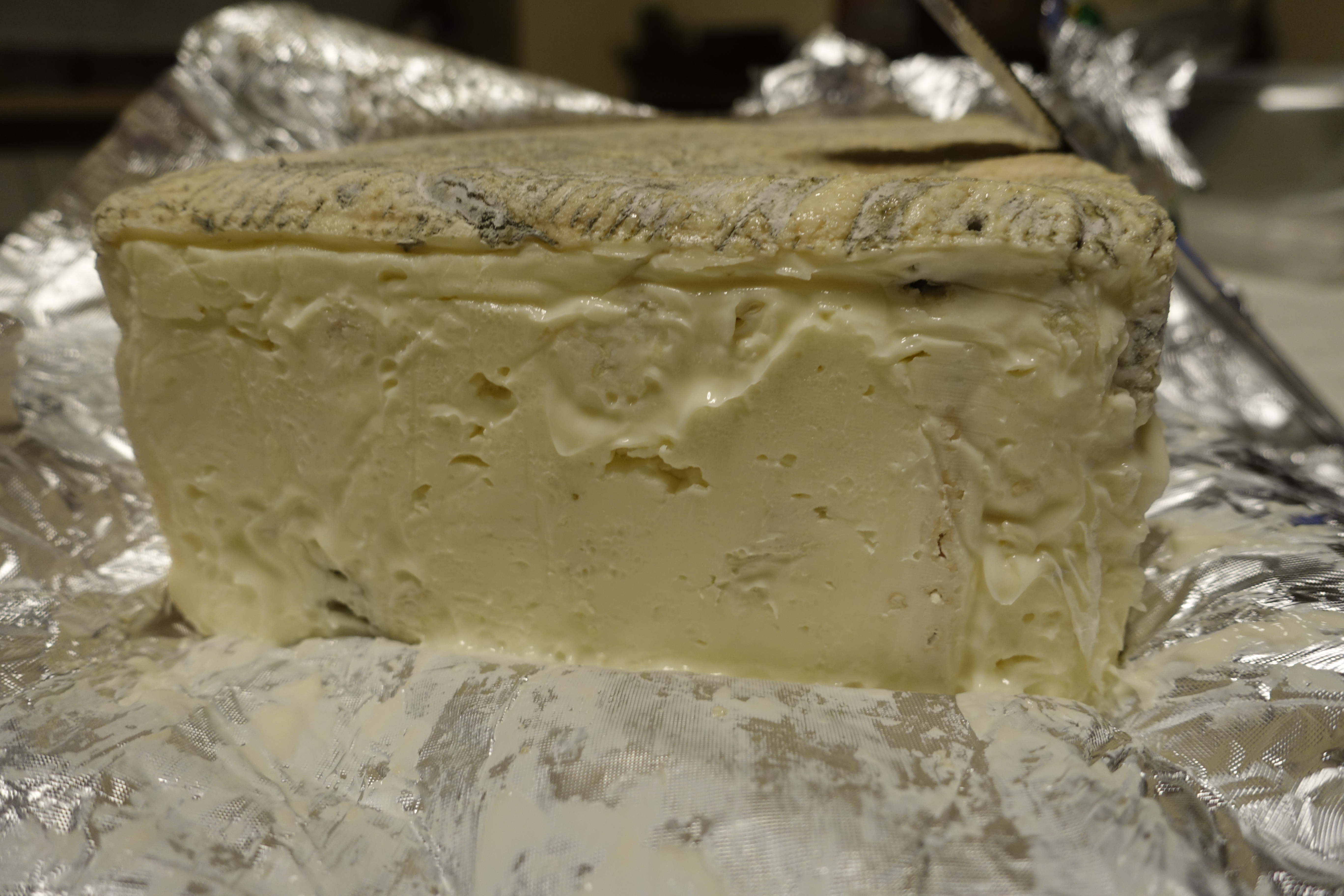
Gorgonzola DOP

Novara è soprannominata la capitale del Gorgonzola, per essere diventato il centro di maggior produzione del famoso erborinato. Il Gorgonzola DOP, nelle versioni dolce e piccante, è oggi infatti prodotto principalmente a Novara e nei comuni limitrofi. La città è inoltre sede del "Consorzio per la tutela del formaggio Gorgonzola".
Tra i salumi si ricordano:
- il salam d'la duja, insaccato di carne di maiale conservato in recipiente (duja in piemontese) riempito di strutto che conserva morbido il prodotto.
- il Marzapane, un sanguinaccio a base di pane e sangue di maiale.
- il fidighin, crudo, a base di carne e fegato di maiale.
- il Salame d'oca, a base di carne d'oca e maiale.

#### Dolci

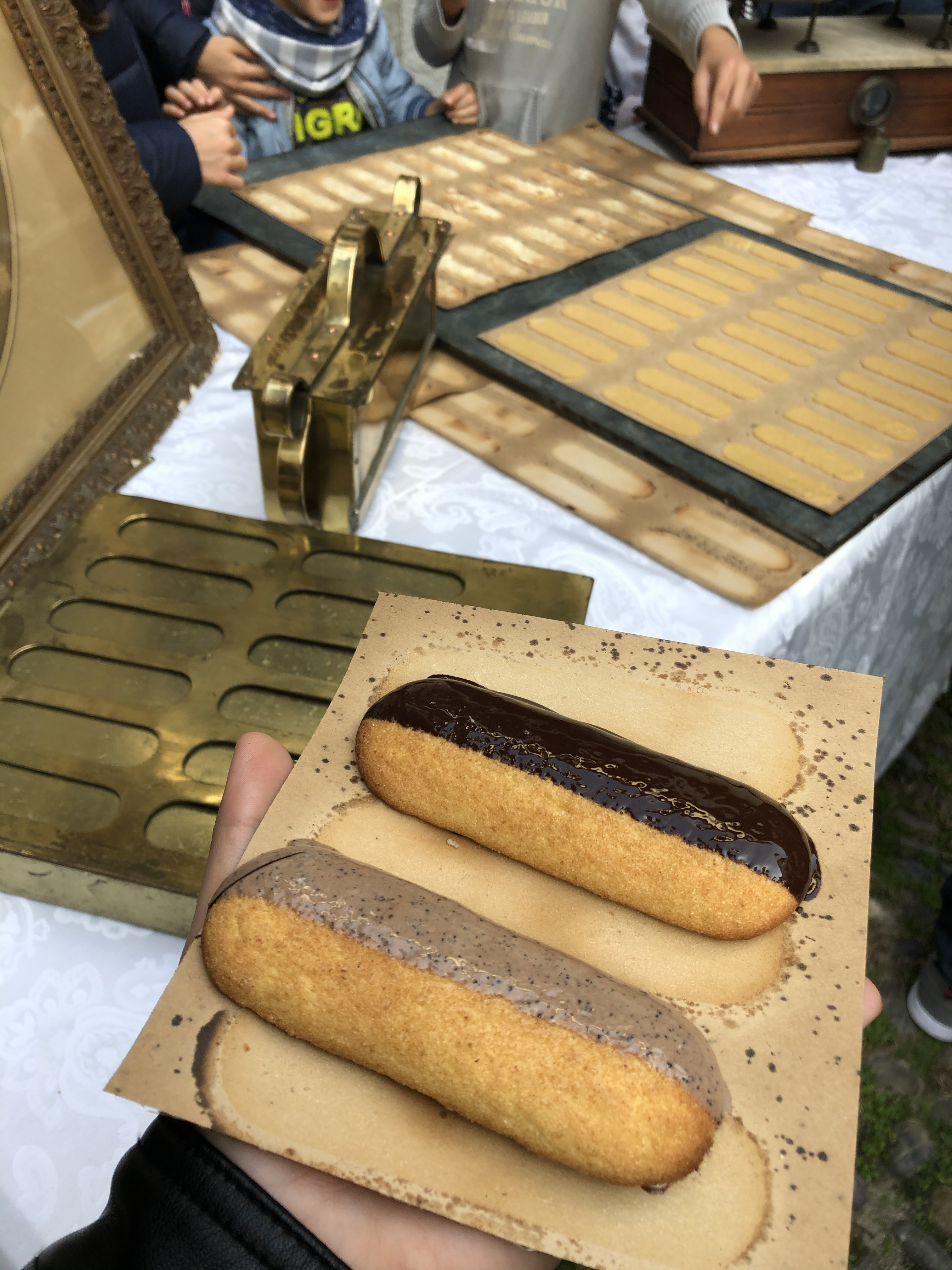
I biscottini di Novara

Il più tipico dolce locale è il "Biscottino di Novara", un biscotto di forma rettangolare con angoli arrotondati, molto leggero (8 grammi) e senza grassi, in quanto composto solo da farina di frumento (38%), zucchero (38%) e uova intere (24%). Divenuto famoso in anni recenti grazie ad una sua rivisitazione commerciale (il cosiddetto "Pavesino" prodotto dalla locale ditta Pavesi), il biscotto ha però origini molto più antiche; le prime notizie storiche risalgono infatti al 1500 quando veniva preparato dalle monache nei monasteri femminili. Il Biscottino di Novara dà anche il nome alla maschera tipica novarese: "Re Biscottino".
Altro dolce tipico novarese è il "Pane di San Gaudenzio"; si tratta di un dolce con un rivestimento esterno di pasta frolla ed un soffice ripieno composto da farina di frumento, zucchero, uva sultanina, burro, uova e limone. La superficie può essere cosparsa da granella di pinoli o di nocciole e zucchero a velo.

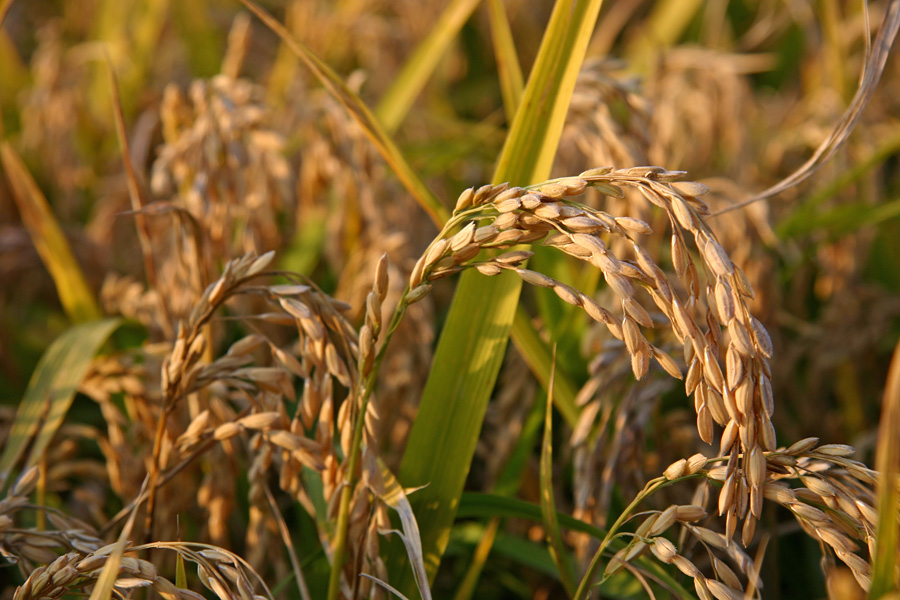
Riso novarese

L'Antico Dolce della Cattedrale ha antichissime origini, era infatti già prodotto nel 1200 quando veniva usato come omaggio dei feudatari ai canonici di Santa Maria che a loro volta lo ridistribuivano ai fedeli. Si presenta di forma rotonda ed è composto da farina di frumento, zucchero, burro, uova, lievito vanigliato, buccia di limone, grappa di Nebbiolo, latte e frutta (albicocche e prugne).
Tutti questi prodotti sono inseriti nella lista dei prodotti agroalimentari tradizionali piemontesi.

#### Bevande
Novara è la patria dell'aperitivo Campari, famoso in tutto il mondo; fu infatti nel "Bar dell'Amicizia" (ora non più esistente) che Gaspare Campari, nel 1860, mise a punto la ricetta della bevanda alcolica che porta il suo nome.

## Geografia antropica

### Suddivisioni amministrative
Novara era divisa in 13 quartieri. Prima dell'entrata in vigore della legge 42/2010 tali circoscrizioni avevano un loro ruolo istituzionale.
| Num. | Circoscrizione | Abitanti 2010 | Cittadini stranieri | Aree comprese                                                             |
| ---- | -------------- | ------------- | ------------------- | ------------------------------------------------------------------------- |
| 1    | Centro         | 7 605         | 1 401               | Centro storico                                                            |
| 2    | Nord Est       | 8 739         | 1 546               | Quartieri Sant'Andrea e San Rocco                                         |
| 3    | Nord           | 11 546        | 768                 | Quartieri Sant'Antonio, Vignale e Veveri                                  |
| 4    | Sant'Agabio    | 12 877        | 3 274               | Quartiere Sant'Agabio                                                     |
| 5    | Porta Mortara  | 8 097         | 1 292               | Quartiere Porta Mortara                                                   |
| 6    | Sacro Cuore    | 8 082         | 734                 | Quartiere Sacro Cuore                                                     |
| 7    | San Martino    | 9 505         | 1 391               | Quartiere San Martino                                                     |
| 8    | Santa Rita     | 4 886         | 350                 | Quartiere Santa Rita e frazione Agognate                                  |
| 9    | Ovest          | 9 654         | 720                 | Quartieri San Paolo e Zona Agogna                                         |
| 10   | Sud            | 10 582        | 700                 | Quartieri Cittadella, Villaggio Dalmazia, Rizzottaglia e Torrion Quartara |
| 11   | Sud Est        | 7 849         | 512                 | Quartiere Bicocca e frazione Olengo                                       |
| 12   | Lumellogno     | 1 983         | 174                 | Frazioni Lumellogno, Casalgiate, Pagliate e Gionzana                      |
| 13   | Pernate        | 3 619         | 248                 | Frazione Pernate                                                          |
|      | Totale         | 105 024       | 13 110              |                                                                           |

Nel 2010, il quartiere con maggior immigrazione risultava essere Sant'Agabio con una quota pari al 25% di residenti stranieri.

### Soprannomi dialettali dei quartieri
La scormagna era il soprannome attribuito agli abitanti di un certo paese o di un sobborgo, solitamente con tono scherzoso, talvolta anche spregiativo.
I novaresi erano detti nel complesso sciavatìn (correlato al Paratico dei calzolai, il più importante di Novara) e anche i quartieri e le frazioni potevano avere una propria denominazione:
- centro: patachìn (impomatati),
- Bicocca: mursé (dal francese morseau: boccone di pane),
- Olengo: salamìn,
- San Martino: làdar e asasìn (ladri e assassini),
- Sant'Agabio: ranàt (pescatori di rane),
- Sant'Andrea: rimulàs (tipo di rapanello bianco),
- Torrion Quartara: suclòn (zoccoloni),
- Veveri: cinìn (maialini),
- Vignale: malgasc (parte terminale della pannocchia di mais).

### Nel cinema
La città, specialmente per quanto riguarda le industrie della sua periferia e alcune delle sue scuole pubbliche, è stata la location dei set per il film del 1971 "La classe operaia va in paradiso" diretto da Elio Petri, pellicola presentata al Festival di Cannes e premiata col David di Donatello.

## Economia
Nonostante si trovi circa a metà strada tra Torino e Milano, l'influenza storica del capoluogo lombardo fa sì che l'economia novarese sia maggiormente influenzata da quest'ultimo. Uno studio del 2011 stima che fino al 20% degli occupati novaresi lavori come pendolare nell'area metropolitana milanese, un dato probabilmente in aumento.
Due sono le principali zone industriali della città: la prima a nord-est, tra i quartieri di Sant'Agabio e San Rocco, e la seconda ad ovest, in un'area compresa tra i quartieri di San Martino, San Paolo ed il comune di San Pietro Mosezzo.
A partire dalle amministrazioni guidate dal sindaco Alessandro Canelli, Novara ha attratto diversi attori internazionali nel campo della logistica, un settore diventato sempre più centrale per l'occupazione e l'economia cittadina.
Le più importanti attività economiche sono:
- Alimentare (Pavesi, San Carlo, Mulino Bianco)
- Elettronica (MEMC, Comoli Ferrari)
- Chimica e Farmaceutica (Novamont, Progefarm)
- Abbigliamento e Moda (Versace, Gucci, Kering)
- Logistica (Amazon, Develog, Hupac, Intermodaltrasporti, CIM spa - gestore dell'interporto evoluzione dello scalo presente alla stazione di Novara Boschetto)
- Servizi finanziari (Banca Popolare di Novara)
- Editoria (De Agostini, Interlinea edizioni)

## Infrastrutture e trasporti

### Strade
Novara è collegata con Torino e Milano attraverso l'autostrada A4 (svincoli Novara Ovest e Novara Est). L'ex svincolo Novara dell'A4 è stato chiuso alla fine degli anni novanta, insieme a quello di Galliate, in concomitanza con l'apertura del casello di Novara Est, posto a metà strada dei precedenti e direttamente collegato con la tangenziale esterna della città.
La città è inoltre dotata di un sistema parziale di strade tangenziali (SS 703). La Tangenziale Est inizia dalla strada statale 32 Ticinese a nord della città e termina al raccordo con la strada statale 211 della Lomellina a sud; la Tangenziale Sud prosegue fino alla SS 11 per Vercelli, a sud-ovest della città.

### Ferrovie e tranvie

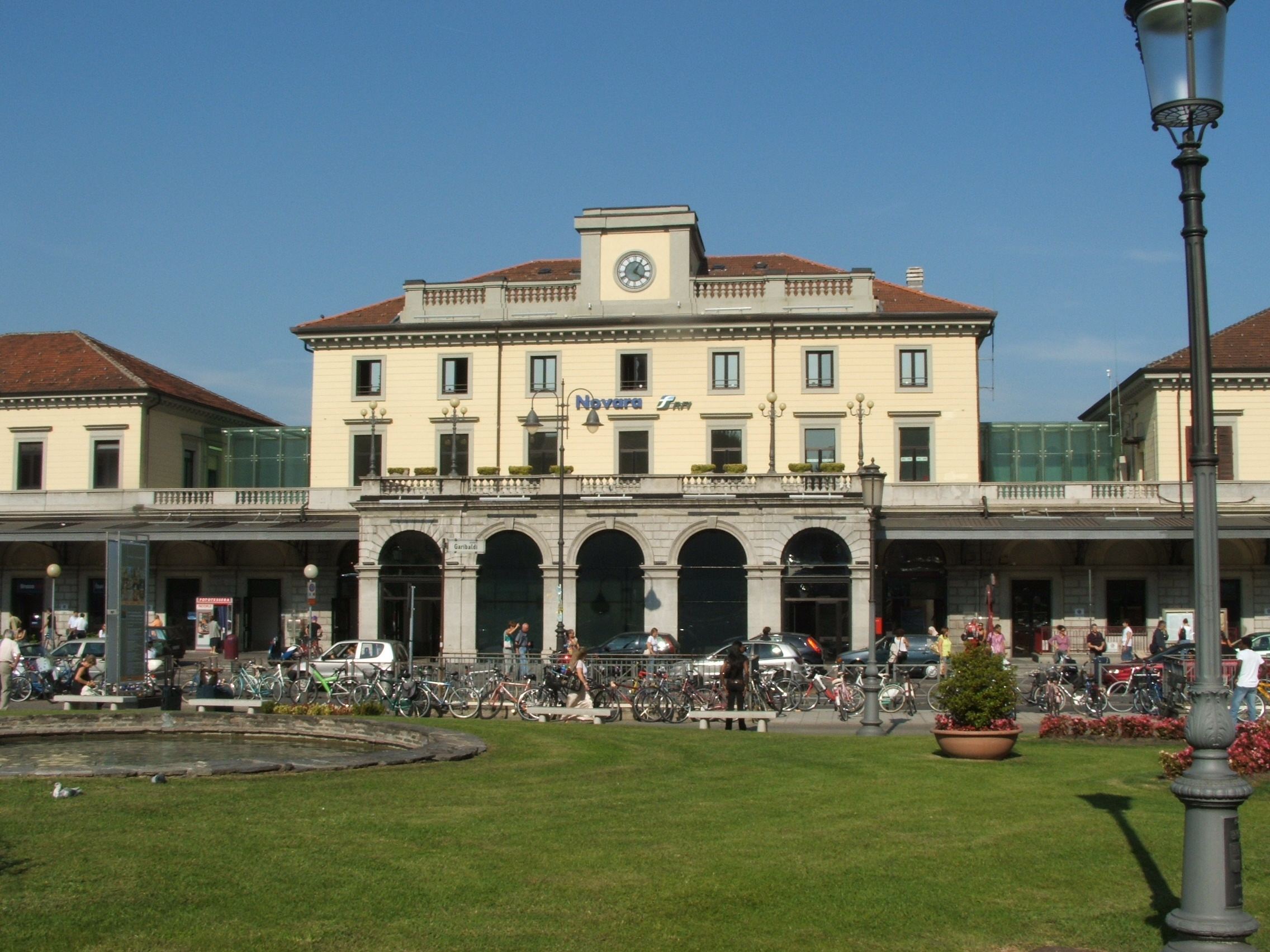
La Stazione di Novara, situata nel centro della città

La città è servita da tre stazioni ferroviarie:
- Novara: gestita da RFI, la principale della città, in cui operano Trenitalia e Trenord (traffico regionale e internazionale);
- Vignale: gestita da RFI, situata nell'omonimo quartiere (traffico regionale);
- Novara Nord: gestita da FerrovieNord, la seconda della città, è la stazione di testa della Saronno-Novara, vi opera Trenord.

Fra il 1884 e il 1934 presso la stazione ferroviaria era presente il capolinea delle tranvie per Biandrate e Ottobiano, gestite dalla Società anonima per le Ferrovie del Ticino.

### Mobilità urbana
Il trasporto pubblico nella città è svolto mediante autoservizi operati dalla società SUN attraverso autobus e navette.
Tramite l'app per smartphone dedicata è possibile affittare monopattini in "sharing".

### Aeroporti
Novara non dispone di un aeroporto dedicato al traffico cittadino, ma si serve dell'Aeroporto di Milano-Malpensa distante dalla città solamente 30 km, raggiungibile tramite linee dedicate di autobus e anche attraverso collegamenti su rotaia con scalo su Castano Primo e Busto Arsizio che partono dalla stazione ferroviaria di Novara.
Dispone però di un aeroporto militare, gestito dall'Aeronautica Militare, situato nella vicina Cameri.
È presente anche un piccolo aeroporto gestito da Aeroteam Novara.

## Ospedali

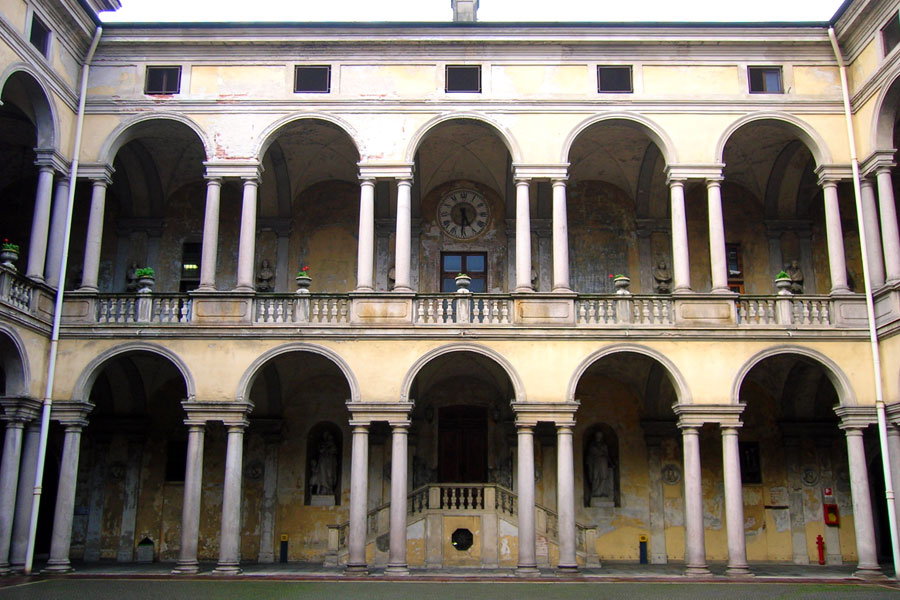
Quadriportico dell'Ospedale di Novara

La città di Novara è servita principalmente dall'Ospedale Maggiore della Carità.
La sede distaccata del Maggiore, l'Ospedale San Giuliano, situato nel quartiere Porta Mortara, è il principale centro di riabilitazione della città.
A partire dagli inizi del Novecento fu pensato un trasferimento dell'ospedale fuori dal centro cittadino. Solo nel 2009 è stato però approvato lo spostamento dell'attuale sede ospedaliera-universitaria centrale presso un nuovo edificio, chiamato in ultima istanza Città della Salute e della Scienza, che dovrebbe sorgere a Sud della città in un'area abbandonata comprata dall'ex demanio militare. Dopo vari cambiamenti, fermi e ripartenze dal progetto attuale presentato nel 2019 – che ha visto lievitare i costi da 320 a 530 milioni di euro – la chiusura del bando a dicembre 2024 ha visto un'unica offerta del Gruppo Dogliani di Cuneo, lo stesso che costruirà il Parco della salute di Torino. I lavori dovrebbero partire entro la fine del 2026 e terminare entro il 2030.
Tra le cliniche private presenti sul territorio comunale la Clinica San Gaudenzio è l'unica a svolgere anche un ruolo para-ospedaliero per trattamenti, interventi e degenze brevi o di medio periodo.

## Amministrazione

### Gemellaggi
- Chalon-sur-Saône, dal 1970
- Coblenza, dal 1991
- Haskovo, dal 2003

## Sport
Il Novara Calcio ha disputato per tredici volte il campionato di Serie A (l'ultima nella stagione 2011-2012). La stagione 2021-2022 viene disputata in Serie D, a causa del fallimento della società storica e della fondazione di una nuova società, il Novara Football Club. La stagione 2022-2023 è nuovamente disputata in Serie C. Lo Sparta Novara è la seconda squadra di calcio della città.
Nel Futsal esistono due realtà una il Novara Calcio a 5 sezione della squadra di calcio a 11 per questo sport militante nel campionato di Serie C2 Piemonte e Valle d'Aosta e il Voluntas Novara militante in Serie D. Entrambi giocano al PalaVerdi.
L'AGIL Volley è una società pallavolistica femminile italiana con sede a Novara: milita nel campionato di Serie A1. Nel suo palmarès vanta una Champions League conquistata nella stagione 2018-2019, una Coppa CEV, tre Coppe Italia, uno scudetto conquistato nella stagione 2016-2017 ed una Supercoppa italiana.
L'Hockey Novara è una squadra di hockey su pista di Novara vincitrice di 32 scudetti. Nel settembre 2024 la città ospita i World Skate Games.
Il Baseball Novara 2000 fu una società italiana di baseball iscritta alla Italian Baseball League, il massimo campionato italiano di Baseball. Vinse due volte la Coppa Italia.
I Lancieri Novara sono una squadra di football americano di Novara.
Sono affiliati alla Federazione Italiana di American Football; partecipano alla Terza Divisione.
La Waterpolo Novara, milita nel campionato maschile di serie B.

### Impianti sportivi
- Impianto Sportivo Comunale del Terdoppio (ex Sporting Village Novara), inaugurato nel luglio 2007, rappresenta uno dei più grandi centri polifunzionali del Nord-Ovest. L'area, che comprende tre edifici, tra cui il Palazzetto dello Sport "Igor Gorgonzola" e una piscina olimpica, è posta all'interno del Parco del Terdoppio, copre una superficie di circa 140 000 metri quadrati, in dirittura dell'innesto viabilistico urbano con l'autostrada A4 ed in prossimità di uno degli insediamenti universitari cittadini, inserito perfettamente nel sistema viabilistico e dei pubblici trasporti urbani, dotato di un parcheggio di circa 4 000 posti auto. Il 18 novembre 2007 ha ospitato la Celebrazione della Beatificazione di Antonio Rosmini.
- Stadio Comunale "Silvio Piola", inaugurato nel 1976 ha una capienza di quasi 18 000 posti. L'intitolazione al calciatore Silvio Piola è stata ufficializzata nel 1997 mentre prima era semplicemente noto come Stadio di Viale Kennedy, dove è ubicato.
- Centro sportivo Lancieri Field, situato in piazza Donatello.
- Stadio "Enrico Patti", via Alcarotti.
- Palazzetto dello Sport "Stefano Dal Lago", capienza massima 2 500 persone, in viale Kennedy.
- Scuola di equitazione F.I.S.E. presso Società Ippica Novarese, zona Bicocca.
- Palazzetto dello Sport "Celestino Sartorio", detto "PalaVerdi", viale Verdi.
- Piscina Comunale scoperta, via Solferino.
- Campo Atletica Leggera "Andrea Gorla", viale Kennedy, in cui hanno sede le società Team Atletico Mercurio e Atletica Trinacria.
- Pista Hockey e Pattinaggio "Lino Grassi", viale Buonarroti.
- Campo Hockey su prato "G. Gondo", zona Agogna.
- Campo di Baseball "Marco Provini", Baseball Novara 2000, via Patti.
- Campo di Baseball e Softball Porta Mortara, Porta Mortara Baseball Softball Novara a.s.d., in via Spreafico.
- Campo di Softball Santa Rita, via Gerosa.
- Campo di Rugby Sabbione, via Della Pace.
- Bocciodromo coperto "A. Bermani", viale Kennedy.
- Tiro a segno, Viale Curtatone.
- Kavallotta Golf Academy, campo pratica di Golf in zona Santa Rita

## Galleria d'immagini

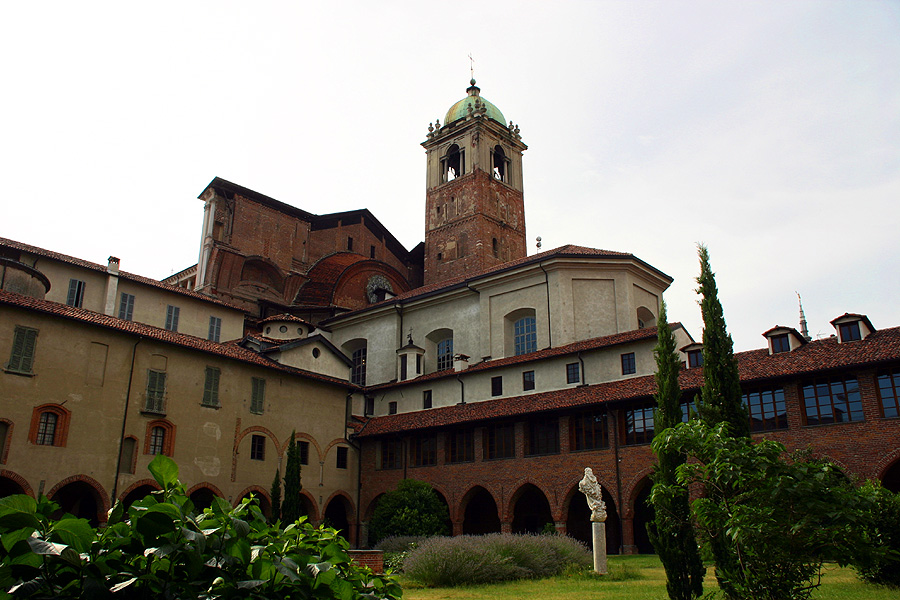
Il Duomo e il Chiostro della Canonica
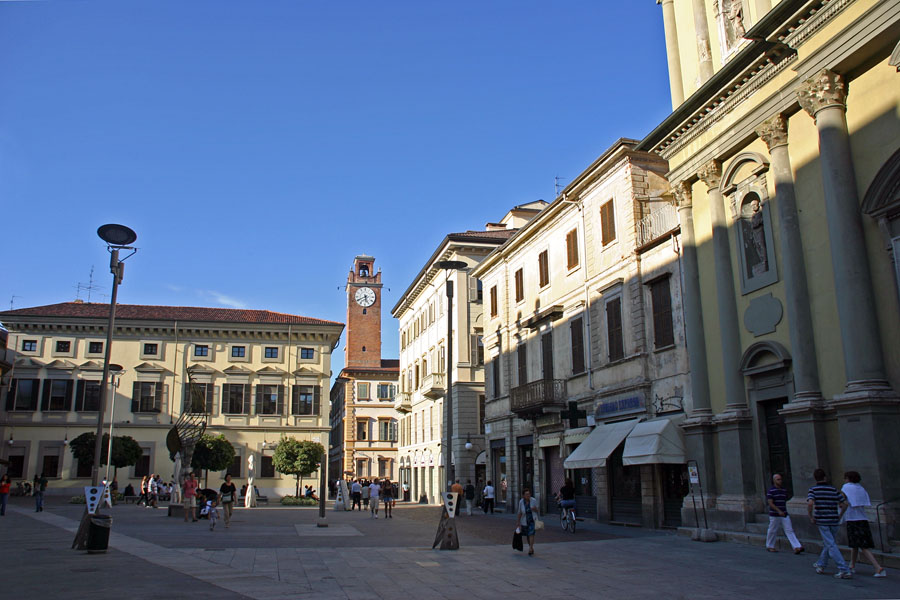
Piazza Gramsci
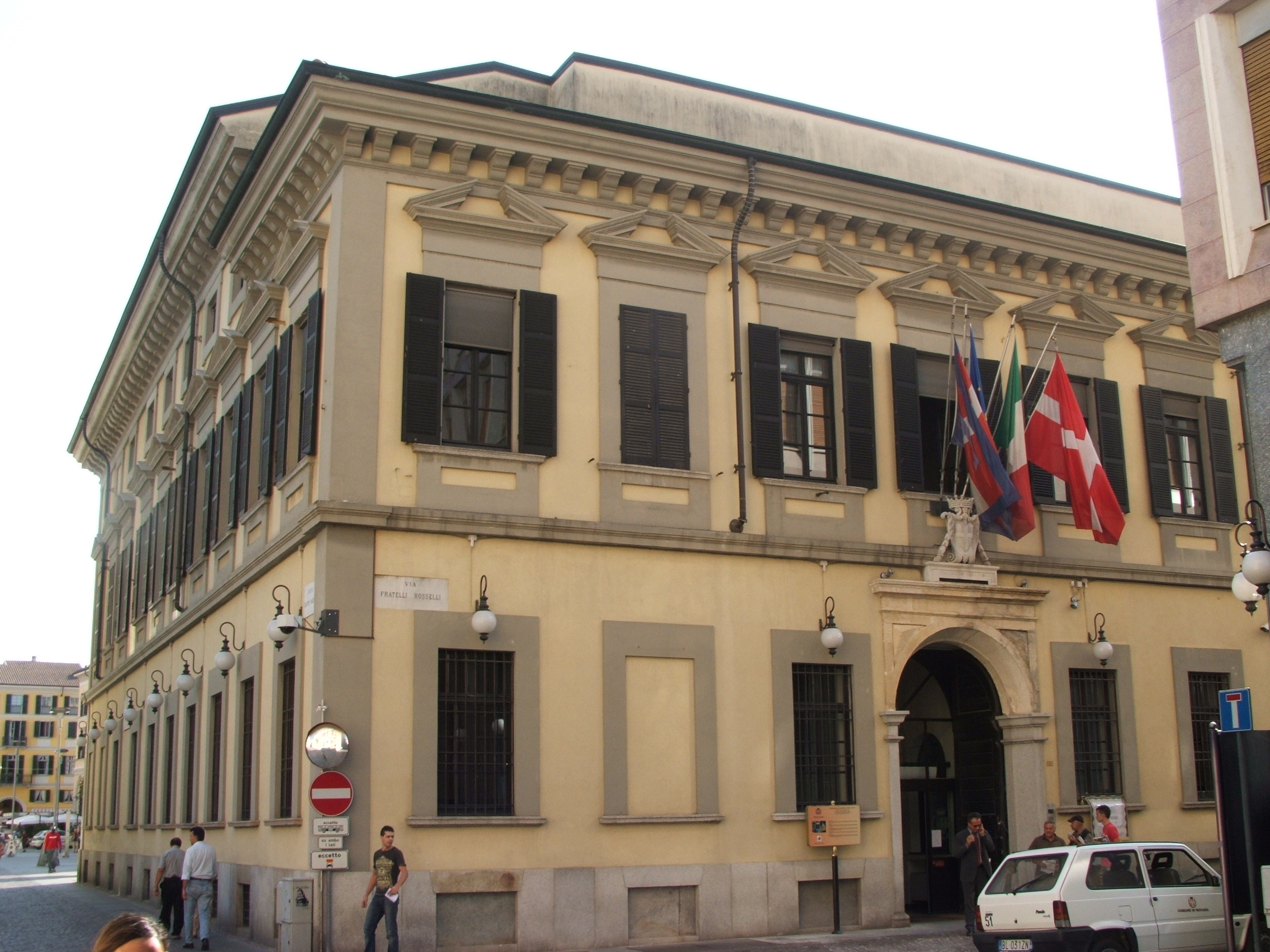
Palazzo Cabrino, sede del Comune
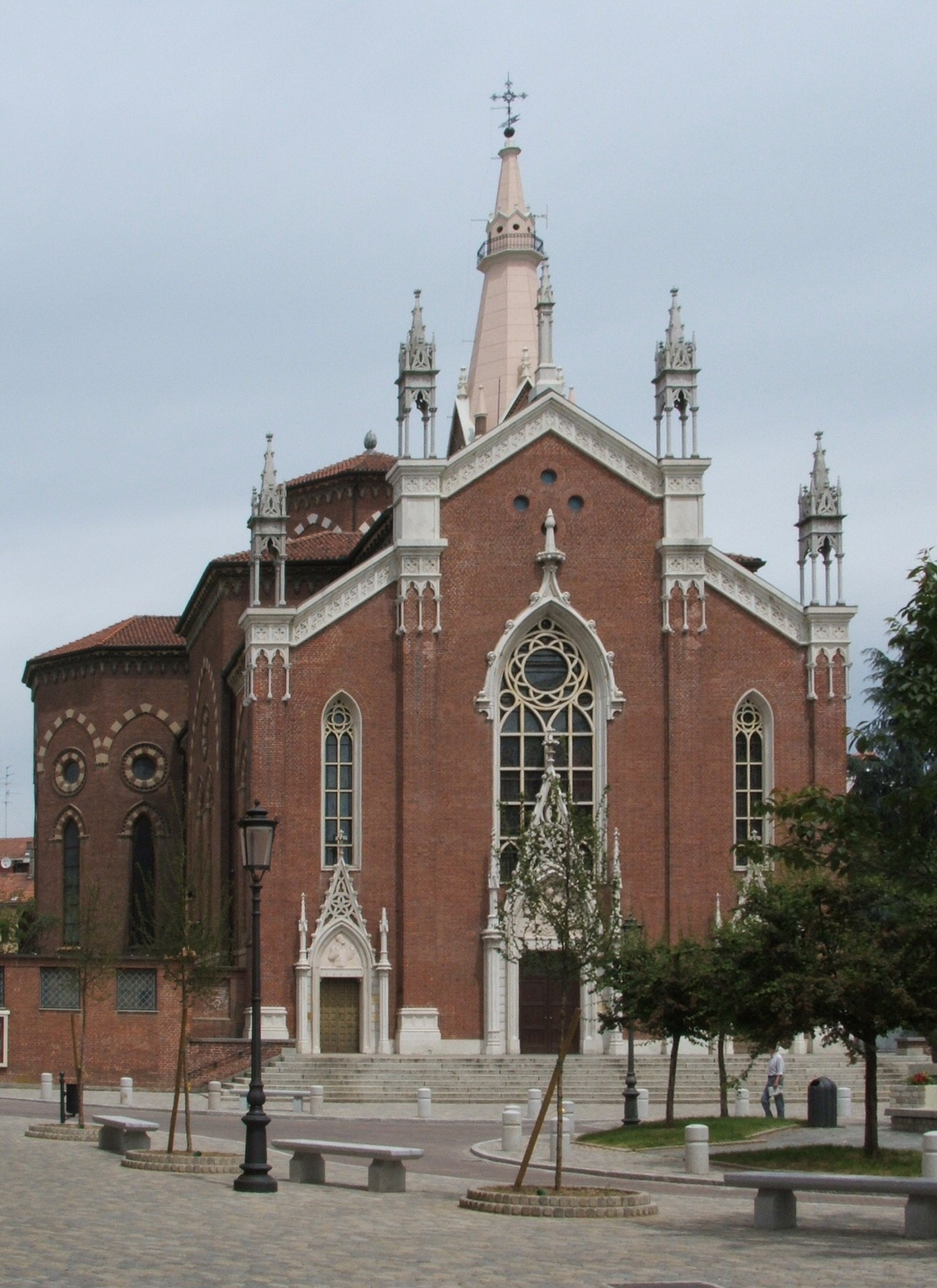
Chiesa del Sacro Cuore
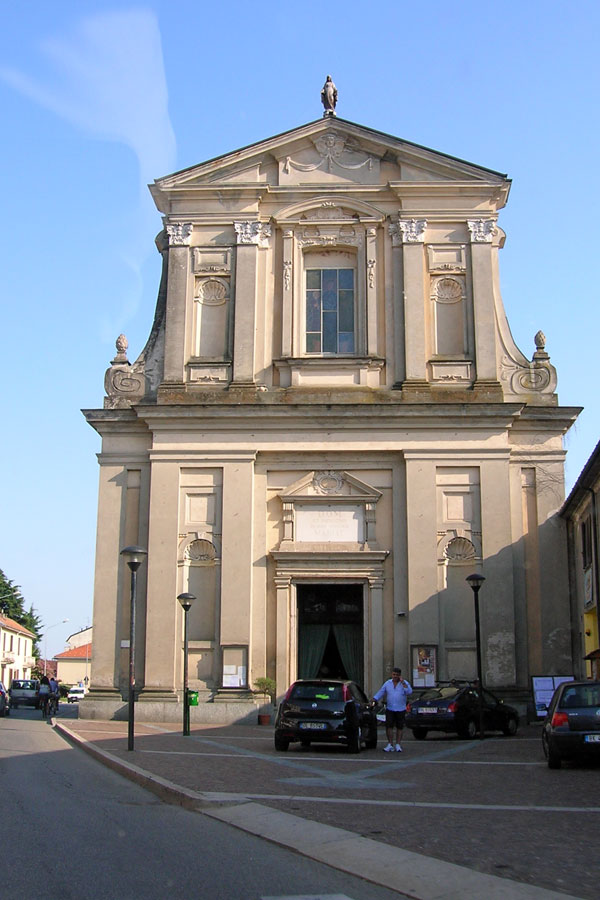
Chiesa di Santa Maria alla Bicocca
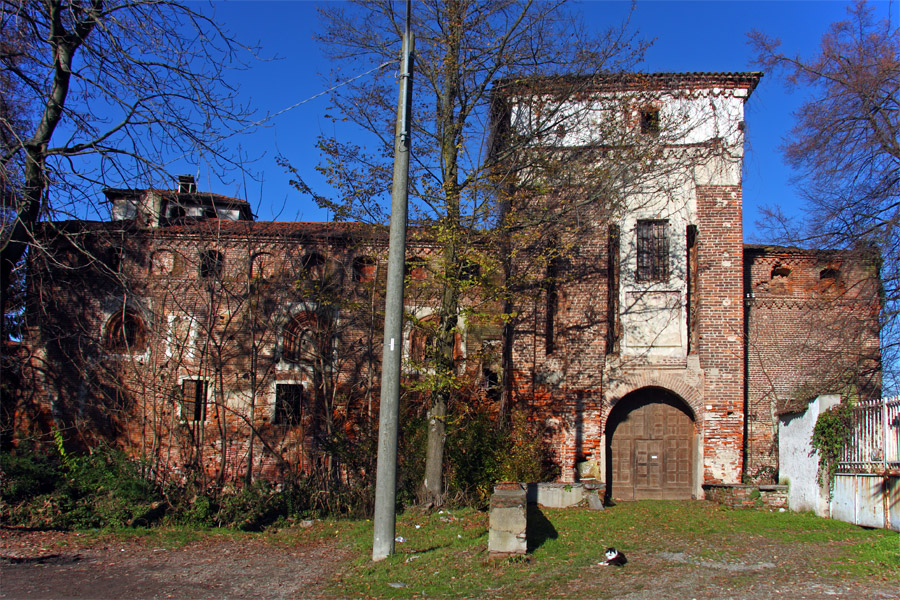
Castello di Casalgiate, frazione di Novara
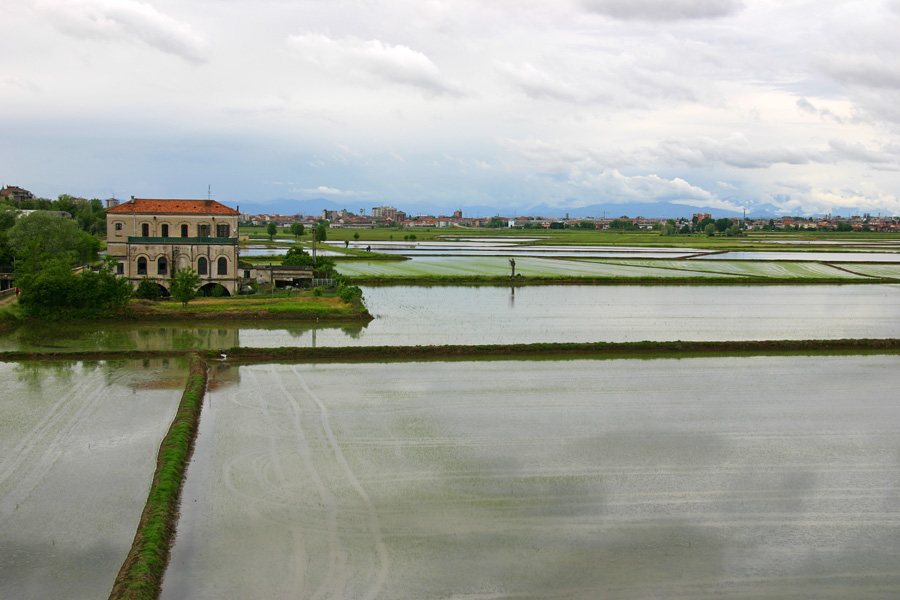
Risaie intorno alla città
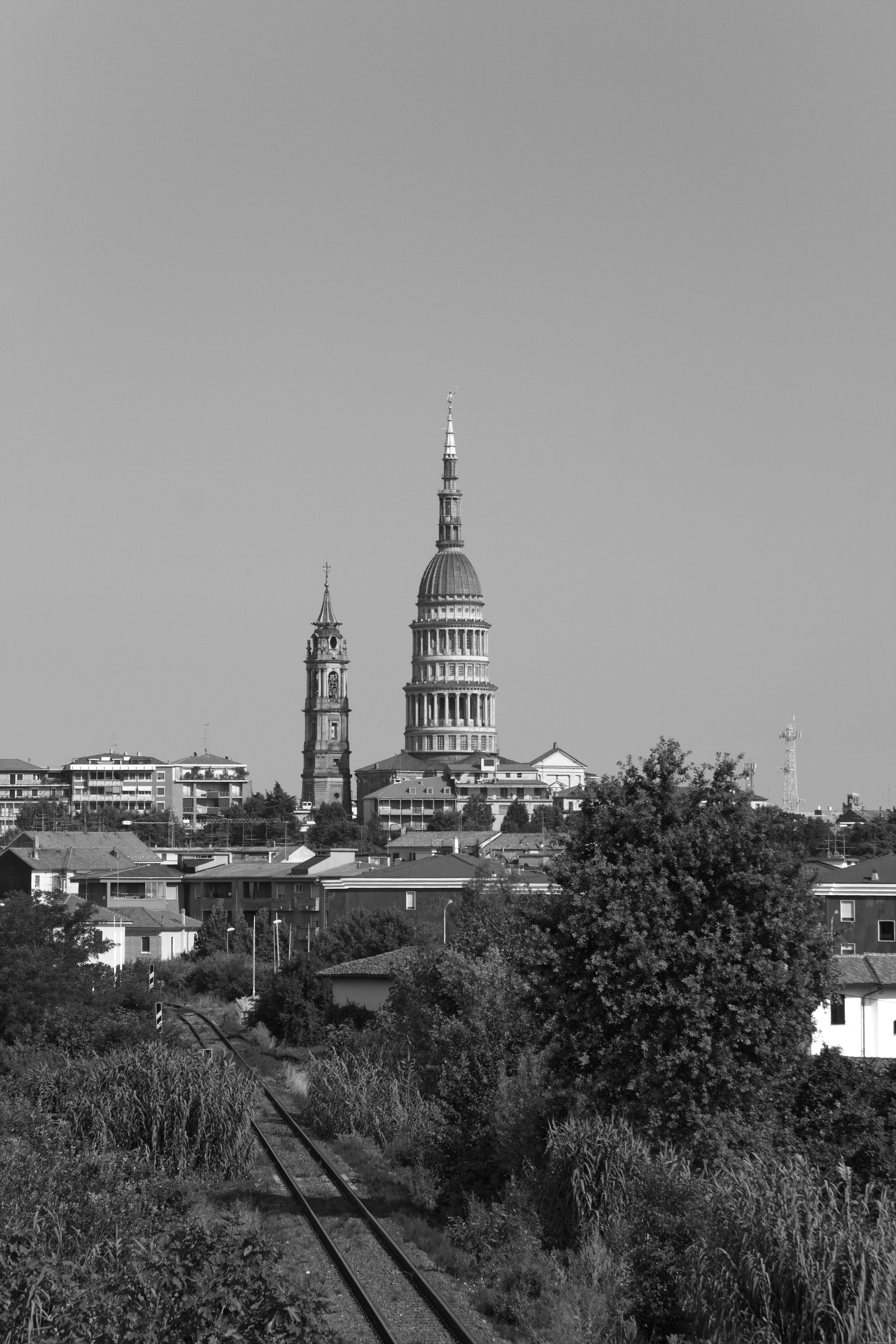
Novara vista dal cavalcavia di Santa Rita